# Nekrolog 1890
Nekrolog
◄◄
| ◄
| 1886
| 1887
| 1888
| 1889
| 1890 | 1891 | 1892 | 1893 | 1894 | ► | ►►
Weitere Ereignisse | Allgemeiner Nekrolog 1890
Die Beschreibung der verstorbenen Person sollte so kurz wie möglich gehalten sein und nur deren signifikante Tätigkeit(en) enthalten.
Neue Namen ggf. auch unter dem Geburts- und Sterbedatum, also etwa unter 1. Januar und im Geburts- und Sterbejahr (2024) eintragen (nur bei entsprechender großer Wichtigkeit). Für Beispiele siehe die schon vorhandenen Artikel.
Außerdem über die fünf zuletzt Verstorbenen, zu denen es einen ausreichend guten Artikel für eine Präsentation auf der Hauptseite gibt, nach der todesbedingten Überarbeitung der Artikel ggf. auch unter Wikipedia Diskussion:Hauptseite informieren und sie am besten auch in den anderen Wikipedia-Sprachversionen eintragen. Tipp: Regelmäßig bei news.google.de nach „ist tot“, „gestorben“ oder „verstorben“ suchen.
Wenn eine Person gestorben ist, gibt es viele Seiten zu dieser Person in der Wikipedia, die davon auch betroffen sind und entsprechend aktualisiert werden müssen. Beispiele: Namenübersichtsseite, Geburtsjahr, Geburtsort-Seiten und viele mehr.
Wie finde ich die betroffenen Seiten?
Im Suchfeld auf der linken Seite gibt man den Suchbegriff so ein: „Vorname Nachname“. Dann klickt man auf Volltext und alle Seiten mit entsprechendem Suchtext werden aufgerufen. Hier sieht man dann schnell, wo auch das Todesjahr Sinn macht oder sogar ein Teil des Artikels angepasst werden muss. Auch hilft das „Werkzeug“ auf der linken Seite sehr gut, um solche Seiten aufzufinden: „Links auf diese Seite“. Somit ist die Wikipedia wieder aktuell in allen Bereichen! Hinweis: bei Eintragung der Kategorie „Gestorben JAHR“ wird der Missbrauchsfilter 49 ausgelöst, was jedoch nicht schlimm ist. Siehe: Spezial:Missbrauchsfilter/49
Dies ist eine Liste von im Jahr 1890 verstorbenen bekannten Persönlichkeiten. Die Einträge erfolgen innerhalb der einzelnen Daten alphabetisch sortiert. Tiere sind im Nekrolog für Tiere zu finden.

## Januar
| Tag        | Name                                      | Beruf, bekannt als                                                                                        | Alter | Beleg |
| ---------- | ----------------------------------------- | --- | ----- | ----- |
| 1. Januar  | Gustav Schlosser                          | deutscher evangelischer Theologe                                                                          | 63    |       |
| 2. Januar  | Julián Gayarre                            | spanischer Tenor                                                                                          | 45    |       |
| 3. Januar  | Carl Adolph                               | deutscher Astronom, Mathematiker und Oberlehrer                                                           | 51    |       |
| 3. Januar  | Ole Andreas Bachke                        | norwegischer Jurist und Politiker                                                                         | 59    |       |
| 3. Januar  | Otto von Gemmingen                        | österreichischer Feldmarschall-Leutnant und Geniechef beim Generalkommando in Prag                        | 66    |       |
| 3. Januar  | Karl von Hase                             | deutscher Theologe                                                                                        | 89    |       |
| 3. Januar  | Wilhelm Hennecke                          | deutscher Reichsgerichtsrat                                                                               | 77    |       |
| 3. Januar  | Charles-Marie Panneton                    | kanadischer Pianist, Musikpädagoge und Komponist                                                          | 44    |       |
| 3. Januar  | Heinrich Thorbecke                        | deutscher Hochschullehrer und Arabist                                                                     | 52    |       |
| 4. Januar  | Karl von Auersperg                        | österreichischer Politiker und Ministerpräsident                                                          | 75    |       |
| 4. Januar  | Carl Friedrich August Koch                | deutscher Jurist und Versicherungsunternehmer                                                             | 69    |       |
| 4. Januar  | Wilhelm Konrad Hermann Müller             | deutscher Germanist                                                                                       | 77    |       |
| 4. Januar  | Erwin Nasse                               | deutscher Nationalökonom                                                                                  | 60    |       |
| 4. Januar  | Anton Nissl                               | österreichischer Kirchenrechtler                                                                          | 37    |       |
| 4. Januar  | Joseph Paneth                             | österreichischer Physiologe                                                                               | 32    |       |
| 4. Januar  | Ferdinand Julius Voelcker                 | preußischer Generalmajor                                                                                  | 93    |       |
| 5. Januar  | Christian W. Anemüller                    | deutscher Maler                                                                                           | 45    |       |
| 5. Januar  | Alexandre Collin                          | französischer Bauingenieur                                                                                | 81    |       |
| 5. Januar  | Max Frommel                               | deutscher lutherischer Theologe                                                                           | 59    |       |
| 5. Januar  | Peter Grevenberg                          | deutscher Opernsänger (Tenor) und Theaterintendant                                                        | 66    |       |
| 5. Januar  | Hermann Jäger                             | deutscher Gärtner und Gartenschriftsteller                                                                | 74    |       |
| 5. Januar  | Antal Ligeti                              | ungarischer Landschaftsmaler                                                                              | 66    |       |
| 5. Januar  | John Westland Marston                     | englischer Schriftsteller                                                                                 | 70    |       |
| 5. Januar  | Robert von Patow                          | deutscher Beamter und Politiker (LRP), MdR                                                                | 85    |       |
| 5. Januar  | Angelo Quaglio                            | Bühnenbildner und Theatermaler                                                                            | 60    |       |
| 5. Januar  | Karl Heinrich Schleiden                   | Hamburger Theologe, Schulgründer und Politiker, MdHB                                                      | 80    |       |
| 5. Januar  | Auguste Veillon                           | Schweizer Maler                                                                                           | 55    |       |
| 6. Januar  | Józef Nikorowicz                          | polnischer Komponist                                                                                      | 62    |       |
| 7. Januar  | Augusta von Sachsen-Weimar-Eisenach       | deutsche Prinzessin, als Ehefrau von Kaiser Wilhelm I. deutsche Kaiserin und Königin von Preußen          | 78    |       |
| 7. Januar  | Paul Balluff                              | deutschamerikanischer Apotheker                                                                           | 63    |       |
| 7. Januar  | Anton Hartinger                           | österreichischer Maler und Lithograph                                                                     | 83    |       |
| 7. Januar  | Hans Matthison-Hansen                     | dänischer Komponist und Organist                                                                          | 82    |       |
| 7. Januar  | Fjodor Fjodorowitsch Tornau               | kaiserlich-russischer Offizier deutsch-baltischer Herkunft                                                |       |       |
| 7. Januar  | George Lemuel Woods                       | amerikanischer Politiker                                                                                  | 57    |       |
| 8. Januar  | Moritz von Bardeleben                     | preußischer Oberpräsident der Rheinprovinz                                                                | 75    |       |
| 8. Januar  | Franz Brattina                            | österreichischer Mitarbeiter des k. k. Hof-Mineralien-Kabinetts und des Naturhistorischen Museums in Wien | 64    |       |
| 8. Januar  | Georg Coch                                | deutsch-österreichischer Ökonom und Bankier                                                               | 47    |       |
| 8. Januar  | James C. Harper                           | US-amerikanischer Politiker                                                                               | 70    |       |
| 8. Januar  | Elbridge G. Lapham                        | US-amerikanischer Politiker (Republikanische Partei)                                                      | 75    |       |
| 8. Januar  | John McArthur, Jr.                        | US-amerikanischer Architekt                                                                               | 66    |       |
| 8. Januar  | Giorgio Ronconi                           | italienischer Opernsänger (Bariton)                                                                       | 79    |       |
| 8. Januar  | Max Joseph Ruhwandl                       | deutscher Jurist, Mitglied der Frankfurter Nationalversammlung                                            | 83    |       |
| 9. Januar  | Fernando Calderón Collantes               | spanischer Politiker und Richter                                                                          | 78    |       |
| 9. Januar  | William D. Kelley                         | US-amerikanischer Politiker                                                                               | 75    |       |
| 9. Januar  | August List                               | deutscher Kaufmann und Politiker (NLP), MdR                                                               | 65    |       |
| 9. Januar  | Adolf Meyer                               | deutscher Theaterschauspieler und -regisseur                                                              | 49    |       |
| 9. Januar  | Anton Friedrich von Tröltsch              | deutscher HNO-Arzt                                                                                        | 60    |       |
| 10. Januar | Ferdinand von Bleul                       | deutscher Unternehmer und preußischer Landrat                                                             | 83    |       |
| 10. Januar | Ignaz von Döllinger                       | deutscher katholischer Theologe                                                                           | 90    |       |
| 10. Januar | Carl Gustav Jacob Martens                 | Hamburger Holzhändler und Abgeordneter                                                                    | 79    |       |
| 10. Januar | Johann Baptist Reiter                     | österreichischer Maler                                                                                    | 76    |       |
| 11. Januar | Hans Hugo Erdmann von Gottberg            | preußischer Politiker                                                                                     | 77    |       |
| 12. Januar | Olympe Audouard                           | französische Feministin                                                                                   | 57    |       |
| 12. Januar | Sarah Fairbrother                         | britische Schauspielerin und die Mätresse des Prinzen George, 2. Duke of Cambridge                        |       |       |
| 12. Januar | Giovanni Giordani                         | italienischer Arzt, Alpinist und Dialektologe                                                             | 67    |       |
| 12. Januar | Nehemiah Green                            | US-amerikanischer Politiker                                                                               | 52    |       |
| 12. Januar | Eduard Kuschée                            | österreichischer Architekt des Historismus                                                                | 78    |       |
| 12. Januar | Ludwig Alois Molitor                      | bayerischer Justizbeamter, Komponist, Heimatkundler und Buchautor                                         | 72    |       |
| 12. Januar | Minna Peschka-Leutner                     | österreichische Opernsängerin (Sopran)                                                                    | 50    |       |
| 12. Januar | Alphons Maximilian Pfyffer von Altishofen | Schweizer Architekt, Hotelier und Generalstabschef                                                        | 55    |       |
| 12. Januar | Leonhard Zander                           | deutscher Verwaltungsjurist                                                                               | 56    |       |
| 13. Januar | Theodor von Dusch                         | deutscher Mediziner                                                                                       | 65    |       |
| 13. Januar | Johannes Wedde                            | deutscher Politiker und Theoretiker                                                                       | 46    |       |
| 14. Januar | Karl von Gerok                            | deutscher Theologe und Lyriker                                                                            | 74    |       |
| 14. Januar | Gustav-Adolf Hirn                         | französischer Physiker                                                                                    | 74    |       |
| 14. Januar | August von Löw zu Steinfurth              | Landtagsabgeordneter Großherzogtum Hessen                                                                 | 70    |       |
| 14. Januar | Robert Napier, 1. Baron Napier of Magdala | britischer Feldmarschall                                                                                  | 79    |       |
| 14. Januar | Fjodor Fjodorowitsch Radezki              | russischer General                                                                                        | 69    |       |
| 15. Januar | Carl Eulenstein                           | deutscher Maultrommel-Virtuose                                                                            | 87    |       |
| 15. Januar | Franz Gross                               | österreichischer Notar, Politiker und Bürgermeister von Wels                                              | 74    |       |
| 15. Januar | Heinrich Lauenburg                        | deutscher Architekt und Bauunternehmer                                                                    | 57    |       |
| 15. Januar | Anton Steinhauser der Ältere              | österreichischer Kartograph und Beamter                                                                   | 87    |       |
| 16. Januar | Gustav Kraemer                            | deutscher Architekt, Regierungsbaumeister und Leiter des Kruppschen Baubüros                              | 61    |       |
| 16. Januar | Sidney T. Holmes                          | US-amerikanischer Jurist und Politiker                                                                    | 74    |       |
| 16. Januar | Christian Friedrich Rudolph Rüder         | deutscher Advokat in Leipzig                                                                              | 80    |       |
| 17. Januar | Carl Fink                                 | deutscher Maler, Zeichner, Zeichenlehrer, Lyriker sowie Fabel- und Sachbuchautor                          | 75    |       |
| 17. Januar | Heinrich Frey                             | Schweizer Arzt, Anatom und Zoologe                                                                        | 67    |       |
| 17. Januar | Wilhelm von Hessen-Philippsthal-Barchfeld | deutscher Marineoffizier, Konteradmiral der preußischen und der Kaiserlichen Marine                       | 58    |       |
| 17. Januar | Valentin Salzmann                         | deutscher Gründer des Schwäbischen Albvereins                                                             | 68    |       |
| 17. Januar | Robert Milton Speer                       | US-amerikanischer Politiker                                                                               | 51    |       |
| 17. Januar | Salomon Sulzer                            | österreichischer Kantor, Komponist und Sakralmusiker                                                      | 85    |       |
| 17. Januar | Władysław Taczanowski                     | polnischer Zoologe                                                                                        | 70    |       |
| 17. Januar | Christopher Rice Mansel Talbot            | walisischer Politiker, Mitglied des House of Commons, Industrieller und Adliger                           | 86    |       |
| 17. Januar | Gustav Ziegler                            | deutscher Kaufmann und Politiker (NLP), MdR                                                               | 62    |       |
| 18. Januar | Amadeus I.                                | König von Spanien                                                                                         | 44    |       |
| 18. Januar | Beda Dudík                                | österreichisch-mährischer Historiker                                                                      | 74    |       |
| 18. Januar | Wilhelm Strecker                          | deutscher Offizier, auch im Dienst des osmanischen Reichs                                                 | 59    |       |
| 19. Januar | Orlow W. Chapman                          | US-amerikanischer Jurist, Politiker und United States Solicitor General                                   | 58    |       |
| 19. Januar | Georg Albert                              | deutscher Adliger, Fürst von Schwarzburg-Rudolstadt, preußischer General der Kavallerie                   | 51    |       |
| 19. Januar | Mathilde von Guaita                       | deutsche Mäzenin                                                                                          | 74    |       |
| 19. Januar | Eugen Pierer                              | deutscher Verleger                                                                                        | 66    |       |
| 19. Januar | Adolph Stier                              | deutscher Arzt                                                                                            | 66    |       |
| 20. Januar | Moritz Erdmann Puffholdt                  | deutscher Komponist, Geiger, Dirigent und Kapellmeister                                                   | 62    |       |
| 20. Januar | Léonçe von Könneritz                      | deutscher Politiker, MdR, Jurist und Rittergutsbesitzer, sächsischer Finanzminister                       | 54    |       |
| 20. Januar | Franz Lachner                             | deutscher Komponist und Dirigent                                                                          | 86    |       |
| 20. Januar | Konrad Gustav Pastor                      | deutscher Industrieller und Reorganisator der S. A. Cockerill                                             | 93    |       |
| 20. Januar | Georg Heinrich Schuster                   | deutscher Architekt und Hofbaurat                                                                         | 90    |       |
| 20. Januar | Alois von Wiest                           | Richter und Politiker                                                                                     | 79    |       |
| 21. Januar | Nathan Marcus Adler                       | deutscher und britischer Rabbiner                                                                         | 87    |       |
| 22. Januar | Georg Arbogast von und zu Franckenstein   | deutscher Politiker (Zentrum), MdR                                                                        | 64    |       |
| 22. Januar | François Lovis                            | Schweizer Architekt und Jesuit                                                                            | 72    |       |
| 22. Januar | Franz Makowiczka                          | deutscher Nationalökonom und Politiker                                                                    | 78    |       |
| 22. Januar | Josef Strobach von Kleisberg              | Polizeidirektor von Wien (1860–1870)                                                                      | 86    |       |
| 22. Januar | Eduard Titz                               | deutscher Architekt                                                                                       |       |       |
| 22. Januar | Feodor von Wehl                           | deutscher Schriftsteller                                                                                  | 68    |       |
| 23. Januar | Emily Pfeiffer                            | britische Schriftstellerin und Frauenrechtlerin                                                           | 62    |       |
| 23. Januar | Otto August Rosenberger                   | deutscher Astronom                                                                                        | 89    |       |
| 24. Januar | Rudolph Borowski                          | deutscher Politiker (Zentrum), MdR                                                                        | 77    |       |
| 24. Januar | William Crutchfield                       | US-amerikanischer Politiker                                                                               | 65    |       |
| 24. Januar | Gotthilf Kuhn                             | Stuttgarter Industriepionier                                                                              | 70    |       |
| 24. Januar | Harrison H. Riddleberger                  | US-amerikanischer Politiker                                                                               | 45    |       |
| 25. Januar | Valentin Eduard Becker                    | deutscher Komponist                                                                                       | 75    |       |
| 25. Januar | Pieter de Jong                            | niederländischer Orientalist                                                                              | 57    |       |
| 25. Januar | William Kennedy                           | kanadisch-britischer Marineoffizier, Polarforscher und Pelzhändler                                        | 75    |       |
| 25. Januar | Antonio Salviati                          | italienischer Industrieller                                                                               | 73    |       |
| 26. Januar | Hilger Hertel der Ältere                  | deutscher Architekt und Diözesanbaumeister von Münster                                                    | 58    |       |
| 26. Januar | Franz Hettinger                           | deutscher römisch-katholischer Priester, Theologe und Hochschullehrer                                     | 71    |       |
| 26. Januar | Rudolf Kusel                              | deutscher Rechtsanwalt und Abgeordneter                                                                   | 80    |       |
| 26. Januar | August Victor Mustel                      | französischer Harmoniumspieler und Harmoniumbauer                                                         | 74    |       |
| 26. Januar | Bernhard Wyss                             | Schweizer Schriftsteller                                                                                  | 56    |       |
| 27. Januar | William Bross                             | US-amerikanischer Politiker                                                                               | 76    |       |
| 27. Januar | August Troch                              | deutscher Orgelbauer                                                                                      | 72    |       |
| 27. Januar | Carl Westphal                             | deutscher Psychiater und Neurologe                                                                        | 56    |       |
| 28. Januar | Prudence Crandall                         | US-amerikanische Lehrerin und Bürgerrechtlerin                                                            | 86    |       |
| 29. Januar | Johan Didrik Behrens                      | norwegischer Komponist                                                                                    | 69    |       |
| 29. Januar | William Gull                              | britischer Arzt                                                                                           | 73    |       |
| 29. Januar | Hieronymus Hofer                          | deutscher evangelischer Pfarrer und Sozialreformer                                                        | 74    |       |
| 29. Januar | Melchior Neumayr                          | österreichischer Geologe und Paläontologe                                                                 | 44    |       |
| 29. Januar | Eduard Georg von Wahl                     | deutschbaltischer Mediziner                                                                               | 56    |       |
| 30. Januar | Carl Durheim                              | Schweizer Lithograf und Fotograf                                                                          | 79    |       |
| 30. Januar | Hayreddin Pascha                          | türkischer und tunesischer Staatsmann                                                                     |       |       |
| 30. Januar | Karl Merz                                 | US-amerikanischer Komponist                                                                               | 53    |       |
| 30. Januar | William Thynne                            | britischer Politiker                                                                                      | 86    |       |
| 30. Januar | Karl Graf von Waldburg-Zeil               | schwäbischer Offizier und Naturforscher                                                                   | 48    |       |
| 31. Januar | Francisco de Borja Queipo de Llano        | spanischer Politiker                                                                                      | 49    |       |
| Januar     | Eduardo António Prieto Valadim            | portugiesischer Militär                                                                                   | 33    |       |

## Februar
| Tag         | Name                                  | Beruf, bekannt als | Alter | Beleg |
| ----------- | ------------------------------------- | --- | ----- | ----- |
| 1. Februar  | Ottokar von Witzendorff               | deutscher Gutsbesitzer und Landrat | 65    |       |
| 2. Februar  | Gustav Hartenstein                    | deutscher Philosoph | 81    |       |
| 3. Februar  | William Waters Boyce                  | US-amerikanischer Politiker | 71    |       |
| 3. Februar  | Christoph Buys Ballot                 | niederländischer Naturwissenschaftler, Begründer der Meteorologie in den Niederlanden und Initiator der internationalen Klimaforschung | 72    |       |
| 3. Februar  | Edwin von Hacke                       | deutscher Rittergutsbesitzer, Zuckerfabrikant und Politiker (NLP), MdR                                                                 | 68    |       |
| 3. Februar  | John George Howard                    | kanadischer Architekt und Baumeister                                                                                                   | 86    |       |
| 3. Februar  | Heinrich Vieweg                       | deutscher Verleger | 63    |       |
| 4. Februar  | Ferdinand Laurencin                   | österreichischer Musikschriftsteller und Musikkritiker                                                                                 | 70    |       |
| 4. Februar  | Margaret Bright Lucas                 | englische Frauenrechtlerin und Abolitionistin                                                                                          | 71    |       |
| 4. Februar  | Antoine d’Orléans, duc de Montpensier | französischer Offizier und spanischer Thronprätendent                                                                                  | 65    |       |
| 4. Februar  | Karl von Reden                        | deutscher Rittergutsbesitzer und Politiker (DHP), MdR                                                                                  | 68    |       |
| 4. Februar  | Fletcher Stockdale                    | US-amerikanischer Jurist; 11. Gouverneur von Texas                                                                                     |       |       |
| 5. Februar  | Antonio Buccellati                    | italienischer Jurist und Literat | 58    |       |
| 5. Februar  | Hermann Kretzschmer                   | deutscher Maler | 78    |       |
| 5. Februar  | Eduard Schmidlin                      | deutsch-schweizerischer Gärtner, Revolutionär, botanischer Autor und Hotelier                                                          | 81    |       |
| 7. Februar  | Otto Becker                           | deutscher Ophthalmologe und Hochschullehrer                                                                                            | 61    |       |
| 7. Februar  | Ewald Dittmar                         | deutscher Ingenieur und Vorsitzender des Vereins Deutscher Ingenieure (VDI)                                                            | 57    |       |
| 7. Februar  | Carl Hauselt                          | deutsch-amerikanischer Unternehmer im Lederhandel und Philanthropist                                                                   | 61    |       |
| 7. Februar  | Ludwig Simonis                        | deutscher Verwaltungsjurist, Bürgermeister von Lübz                                                                                    | 63    |       |
| 8. Februar  | Carl Eichhorn                         | deutscher lutherischer Theologe | 79    |       |
| 8. Februar  | Giuseppe Pecci                        | italienischer Geistlicher, Kardinal der Römischen Kirche                                                                               | 82    |       |
| 8. Februar  | Pjotr Alexandrowitsch Walujew         | russischer Staatsmann und Schriftsteller                                                                                               | 74    |       |
| 9. Februar  | Georg Kerner                          | deutscher Apotheker | 54    |       |
| 11. Februar | Arnold Leonhard Cloetta               | Pathologe und Pharmakologe | 61    |       |
| 11. Februar | Sebastiano Guzzone                    | italienischer Maler | 33    |       |
| 11. Februar | Friedrich Heinrich Eduard Kochhann    | Berliner Politiker | 84    |       |
| 11. Februar | Chauncey N. Olds                      | US-amerikanischer Jurist und Politiker                                                                                                 | 74    |       |
| 12. Februar | Nicolay Ahlmann                       | Landwirt, Reichstagsabgeordneter | 80    |       |
| 13. Februar | Chalifa ibn Said                      | Sultan von Sansibar |       |       |
| 13. Februar | James Lorimer                         | englischer Jurist und Experte im Bereich des internationalen Rechts                                                                    | 71    |       |
| 13. Februar | Henry H. Wells                        | US-amerikanischer Politiker | 66    |       |
| 14. Februar | Isabella Dobrowolski von Buchenthal   | rumänische Pianistin | 54    |       |
| 14. Februar | Wilhelm Fitzenhagen                   | deutscher Cellist und Komponist, Hochschullehrer in Moskau                                                                             | 41    |       |
| 14. Februar | Enrico Poggi                          | italienischer Jurist und Politiker | 77    |       |
| 15. Februar | Heinrich Thormann                     | deutscher Architekt | 73    |       |
| 16. Februar | Georg von Babich                      | österreichischer Feldmarschallleutnant                                                                                                 | 63    |       |
| 16. Februar | Robert Kane                           | irischer Chemiker | 80    |       |
| 16. Februar | Caroline Marbouty                     | französische Autorin | 85    |       |
| 16. Februar | Rudolf Schärer                        | Schweizer Psychiater | 66    |       |
| 17. Februar | Arvid Ahnfelt                         | schwedischer Literaturhistoriker | 44    |       |
| 17. Februar | Viktoria Hecht                        | katholische Jungfrau und Stigmatisierte                                                                                                | 49    |       |
| 17. Februar | Albert Seelemann                      | preußischer Generalmajor | 68    |       |
| 17. Februar | Christopher Latham Sholes             | US-amerikanischer Buchdrucker, Journalist und Erfinder                                                                                 | 71    |       |
| 18. Februar | Gyula Andrássy                        | österreichisch-ungarischer Politiker                                                                                                   | 66    |       |
| 18. Februar | Wilhelm von Bocholtz-Meschede         | Rittergutsbesitzer, Reichstagsabgeordneter                                                                                             | 56    |       |
| 18. Februar | August Hartel                         | deutscher Architekt | 45    |       |
| 18. Februar | Karl Hassenpflug                      | deutscher Bildhauer | 66    |       |
| 18. Februar | Franz von Hein                        | österreichischer Jurist und Politiker                                                                                                  | 81    |       |
| 18. Februar | Felix von Himpel                      | katholischer Theologe sowie Hochschullehrer und Rektor an der Universität Tübingen                                                     | 68    |       |
| 18. Februar | Daniel B. St. John                    | US-amerikanischer Politiker | 81    |       |
| 19. Februar | Jesse Column Dickey                   | US-amerikanischer Politiker | 81    |       |
| 20. Februar | Agostino Demarchi                     | Schweizer Politiker | 76    |       |
| 20. Februar | Maria Heinrich Hoster                 | deutscher Retuscheur, Kölner Mundartdichter, Karnevalist und Vortragsredner                                                            | 54    |       |
| 20. Februar | Charles Christopher Parry             | US-amerikanischer Botaniker | 66    |       |
| 21. Februar | Ernest Chesneau                       | französischer Kunsthistoriker und Kunstkritiker                                                                                        | 56    |       |
| 21. Februar | Thomas David McConkey                 | kanadischer Geschäftsmann und eine politische Figur in Ontario                                                                         | 74    |       |
| 21. Februar | Alois Reisacher                       | österreichischer Porträt-, Schlachten- und Kirchenmaler                                                                                | 72    |       |
| 22. Februar | Carl Bloch                            | dänischer Maler | 55    |       |
| 22. Februar | Theodor Zeise                         | deutscher Fabrikant | 63    |       |
| 24. Februar | Hermann Jüngken                       | deutscher Rittergutsbesitzer und Politiker (NLP), MdR                                                                                  | 73    |       |
| 24. Februar | Carl Conrad Theodor Litzmann          | deutscher Mediziner | 74    |       |
| 24. Februar | Karl Friedrich von Wedel              | preußischer Generalmajor und zuletzt Kommandeur von Koblenz                                                                            | 75    |       |
| 24. Februar | Victor Leopold Ritter von Zepharovich | österreichischer Hochschullehrer, Professor der Mineralogie                                                                            | 59    |       |
| 25. Februar | Octavie de Lasalle                    | deutsch-französische Malerin | 78    |       |
| 25. Februar | Karl Emil von Schafhäutl              | deutscher Physiker, Geologe und Musiktheoretiker                                                                                       | 87    |       |
| 26. Februar | Wilhelm Gail                          | deutscher Architekturmaler | 85    |       |
| 26. Februar | Otto Hausner                          | österreichischer Politiker |       |       |
| 26. Februar | Theodor Marx                          | deutscher Architekt | 56    |       |
| 26. Februar | Karl Georg Friedrich Schmitt          | deutscher evangelischer Geistlicher und Ehrenbürger der Stadt Mainz                                                                    | 86    |       |
| 27. Februar | Christoph Moufang                     | deutscher Geistlicher, Bischof und Diözesanadministrator von Mainz, Politiker (Zentrum), MdR                                           | 73    |       |
| Februar     | August Buttmann                       | deutscher klassischer Philologe | 83    |       |

## März
| Tag      | Name                                         | Beruf, bekannt als                                                                                       | Alter | Beleg |
| -------- | -------------------------------------------- | --- | ----- | ----- |
| 1. März  | Rafael Campo Pomar                           | Präsident von El Salvador                                                                                | 76    |       |
| 1. März  | Karl Christian Köhler                        | deutscher Maler und Kunstverleger                                                                        | 63    |       |
| 1. März  | Wilhelm Mangold                              | deutscher evangelischer Theologe                                                                         | 64    |       |
| 1. März  | Charles Le Moyne Mitchell                    | US-amerikanischer Politiker                                                                              | 45    |       |
| 1. März  | Horácio Pinto da Hora                        | brasilianischer Maler der Romantik                                                                       | 36    |       |
| 1. März  | Johannes Rebmann                             | Schweizer Politiker                                                                                      | 77    |       |
| 1. März  | Kurt von Saucken-Tarputschen                 | deutscher Rittergutsbesitzer und Politiker (DFP), MdR                                                    | 64    |       |
| 2. März  | James E. English                             | US-amerikanischer Politiker (Demokratische Partei)                                                       | 77    |       |
| 2. März  | Eudore Pirmez                                | belgischer Politiker                                                                                     | 59    |       |
| 2. März  | Otto Zentgraf                                | Landtagsabgeordneter Großherzogtum Hessen                                                                | 78    |       |
| 3. März  | Adalbert von Bredow                          | preußischer Offizier, zuletzt Generalleutnant                                                            | 75    |       |
| 3. März  | Innozenz von Berzo                           | italienischer Seliger der römisch-katholischen Kirche                                                    | 45    |       |
| 3. März  | Julius Landsberger                           | deutscher Orientalist, Rabbiner                                                                          | 70    |       |
| 4. März  | Franz Delitzsch                              | deutscher lutherischer Theologe und Professor                                                            | 77    |       |
| 4. März  | August Falkmann                              | deutscher Archivar und Rechtswissenschaftler                                                             | 72    |       |
| 4. März  | Daniel R. Tilden                             | amerikanischer Politiker (United States Whig Party)                                                      | 85    |       |
| 5. März  | Johann Baptist Arbinger                      | deutscher katholischer Geistlicher und Politiker, MdR                                                    | 70    |       |
| 5. März  | Theodor Nölting                              | deutscher klassischer Philologe und Gymnasiallehrer                                                      | 79    |       |
| 7. März  | Karl Rudolf Friedenthal                      | deutscher Politiker, MdR, Jurist und Unternehmer                                                         | 62    |       |
| 8. März  | Hermann Conradi                              | deutscher Schriftsteller                                                                                 | 27    |       |
| 8. März  | Heinrich Müller                              | deutscher Architekt                                                                                      | 71    |       |
| 10. März | Ferdinand Arnold von dem Busch               | deutscher Jurist und Politiker                                                                           | 79    |       |
| 11. März | Johann Gildemeister                          | deutscher Orientalist                                                                                    | 77    |       |
| 11. März | William D. Lindsley                          | US-amerikanischer Politiker                                                                              | 77    |       |
| 11. März | Elisha W. McComas                            | US-amerikanischer Rechtsanwalt, Offizier, Redakteur, Schriftsteller und Politiker (Demokratische Partei) |       |       |
| 11. März | Solomon Marcus Schiller-Szinessy             | ungarisch-britischer Rabbiner, Hochschullehrer                                                           | 69    |       |
| 11. März | William Ephraim Smith                        | US-amerikanischer Politiker                                                                              | 60    |       |
| 11. März | William P. Taulbee                           | US-amerikanischer Politiker                                                                              | 38    |       |
| 12. März | Samuel Calvin                                | US-amerikanischer Politiker                                                                              | 78    |       |
| 15. März | Friedrich Lehmus                             | deutscher Theologe                                                                                       | 84    |       |
| 15. März | Joseph Schuster                              | österreichischer Maler                                                                                   | 77    |       |
| 16. März | Wilderich von Spee                           | deutscher Verwaltungsjurist                                                                              | 59    |       |
| 16. März | Zorka von Montenegro                         | Kronprinzessin von Serbien                                                                               | 25    |       |
| 17. März | John Rogers Herbert                          | englischer Maler                                                                                         | 80    |       |
| 17. März | Alexander Tolmer                             | australischer Polizeichef und Entdecker                                                                  |       |       |
| 18. März | Franz Bernert                                | Administrator der katholischen Jurisdiktionsbezirke in Sachsen, Titularbischof, Apostolischer Vikar      | 78    |       |
| 18. März | Henriette Carl                               | deutsche Opernsängerin                                                                                   | 84    |       |
| 18. März | Gustav Adolf Gebauer                         | deutscher Pädagoge                                                                                       | 59    |       |
| 18. März | Johann Georg Halske                          | deutscher Unternehmer                                                                                    | 75    |       |
| 18. März | Johann Roder                                 | deutscher Gastwirt, Landwirt und Politiker (NLP), MdR                                                    | 75    |       |
| 19. März | Max Bisping                                  | deutscher Komponist und Musikpädagoge                                                                    | 72    |       |
| 19. März | Georg von Eerde                              | deutscher Landrat                                                                                        | 64    |       |
| 19. März | John S. Hager                                | US-amerikanischer Politiker                                                                              | 72    |       |
| 19. März | Joseph von Held                              | deutscher Rechtswissenschaftler                                                                          | 74    |       |
| 19. März | Joseph Anton Nikolaus Settegast              | deutscher Kirchenmaler                                                                                   | 77    |       |
| 20. März | Pontus Alexander Ludwig Brevern-de la Gardie | russischer General                                                                                       | 76    |       |
| 20. März | Franz Burghardt                              | Arzt und Geschäftsmann in Budapest                                                                       | 87    |       |
| 20. März | Paul Sigmund Habelmann                       | deutscher Kupferstecher                                                                                  | 66    |       |
| 20. März | Frédéric Koch                                | französischer General der Infanterie                                                                     | 59    |       |
| 20. März | Franz Ludwig Zahn                            | deutscher evangelischer Pädagoge                                                                         | 91    |       |
| 20. März | Ludwig Zschock                               | österreichischer Politiker                                                                               | 50    |       |
| 21. März | George Crook                                 | General der US-Armee                                                                                     | 61    |       |
| 21. März | Eduard von Grolman                           | Generalleutnant und Kriegsminister Großherzogtum Hessen                                                  | 77    |       |
| 21. März | Victor Hehn                                  | deutsch-baltischer Kulturhistoriker                                                                      | 76    |       |
| 22. März | Johann Adam Förster                          | deutscher Verleger und Politiker                                                                         | 94    |       |
| 22. März | Thimi Mitko                                  | albanischer Volksliedsammler                                                                             |       |       |
| 22. März | Alfred Nicolovius                            | deutscher Jurist, Hochschullehrer und Autor                                                              | 83    |       |
| 23. März | Auguste von Littrow                          | deutsch-österreichische Schriftstellerin und Frauenrechtlerin                                            | 71    |       |
| 23. März | Robert Cumming Schenck                       | US-amerikanischer Politiker, Diplomat und Offizier                                                       | 80    |       |
| 23. März | Heinrich Studer                              | Schweizer Unternehmer, Bankmanager und Politiker                                                         | 74    |       |
| 24. März | Willibald Freymüller                         | deutscher Theologe                                                                                       | 82    |       |
| 24. März | Samuel Dutton Hinman                         | US-amerikanischer Pfarrer und Missionar der Episkopalkirche der Vereinigten Staaten von Amerika          | 51    |       |
| 25. März | John Turtle Wood                             | britischer Architekt, Ingenieur und Archäologe                                                           | 69    |       |
| 26. März | Henry Callaway                               | britischer Missionar                                                                                     | 73    |       |
| 26. März | Michael Heiß                                 | römisch-katholischer Erzbischof von Milwaukee                                                            | 71    |       |
| 26. März | William Lowther Jackson                      | US-amerikanischer Jurist, Politiker und Offizier in der Konföderiertenarmee                              | 65    |       |
| 26. März | Heinrich Klutschak                           | österreichischer Abenteurer, Autor, Zeichner und Polarforscher                                           | 41    |       |
| 26. März | Jean Baptiste Soehnlin                       | französisch-deutscher Geistlicher und Politiker, MdR                                                     | 65    |       |
| 26. März | Afrikan Spir                                 | ukrainisch-russischer Philosoph und Logiker                                                              | 52    |       |
| 26. März | Leopold Stephan                              | böhmischer Landschaftsmaler                                                                              |       |       |
| 27. März | Carl Löwig                                   | deutscher Chemiker                                                                                       | 87    |       |
| 27. März | Jelysaweta Myloradowytsch                    | ukrainische Mäzenin und Aktivistin                                                                       | 58    |       |
| 29. März | Julius Bacher                                | deutscher Schriftsteller                                                                                 | 79    |       |
| 29. März | Andreas Müller                               | deutscher Kirchen- und Historienmaler                                                                    | 79    |       |
| 29. März | Ferdinando Petruccelli della Gattina         | italienischer Journalist, Schriftsteller und Politiker                                                   | 74    |       |
| 29. März | Samuel Locke Sawyer                          | US-amerikanischer Politiker                                                                              | 76    |       |
| 30. März | Robert Boxberger                             | deutscher Gymnasiallehrer und Literaturhistoriker                                                        | 53    |       |
| 30. März | Thomas Cornell                               | US-amerikanischer Politiker                                                                              | 76    |       |
| 30. März | John M. Sandidge                             | US-amerikanischer Politiker                                                                              | 73    |       |
| 31. März | Joachim Ambert                               | französischer General                                                                                    | 86    |       |
| 31. März | Carl Philipp Cetto                           | deutscher Unternehmer und Politiker                                                                      | 83    |       |
| März     | Friedrich Fernow                             | deutscher Rittergutsbesitzer und Politiker, MdR                                                          |       |       |

## April
| Tag       | Name                                    | Beruf, bekannt als                                                                                             | Alter | Beleg |
| --------- | --------------------------------------- | --- | ----- | ----- |
| 1. April  | Friedrich Gallenkamp                    | deutscher Reichsgerichtsrat und Reichsoberhandelsgerichtsrat                                                   | 71    |       |
| 1. April  | Alexander Fjodorowitsch Moschaiski      | russischer Marineoffizier und Luftfahrtpionier                                                                 | 65    |       |
| 1. April  | David Wilber                            | US-amerikanischer Politiker                                                                                    | 69    |       |
| 2. April  | Franz Sprung                            | österreichischer Politiker                                                                                     | 74    |       |
| 3. April  | George Phipps, 2. Marquess of Normanby  | britischer Politiker, Vizegouverneur von Nova Scotia, sowie Gouverneur von Queensland, Neuseeland und Victoria | 70    |       |
| 4. April  | Pierre-Joseph-Olivier Chauveau          | kanadischer Politiker                                                                                          | 69    |       |
| 4. April  | Giovanni Corsi                          | italienischer Opernsänger (Bariton)                                                                            |       |       |
| 4. April  | Karl von Diringshofen                   | preußischer Generalleutnant                                                                                    | 72    |       |
| 4. April  | Eduard Dössekel                         | Schweizer Jurist und Dichter                                                                                   | 79    |       |
| 4. April  | Edmond Hébert                           | französischer Geologe                                                                                          | 77    |       |
| 4. April  | Johann Baptist Schindler                | österreichischer Politiker und Theologe                                                                        | 87    |       |
| 7. April  | Hector Hanoteau                         | französischer Maler                                                                                            | 66    |       |
| 8. April  | Friedrich Strampfer                     | österreichischer Schauspieler und Theaterdirektor                                                              | 66    |       |
| 10. April | Franz Albert Eder                       | österreichischer Geistlicher, Erzbischof von Salzburg und Politiker, Landtagsabgeordneter                      | 72    |       |
| 10. April | Karl Anton Lang                         | deutscher Gutsbesitzer und Politiker (Zentrum), MdR                                                            | 74    |       |
| 10. April | Aurelio Saffi                           | italienischer Politiker, Mitglied der Camera dei deputati                                                      | 70    |       |
| 10. April | Eugene McLanahan Wilson                 | US-amerikanischer Politiker                                                                                    | 56    |       |
| 11. April | Ludwig Altenbernd                       | deutscher Autor, Heimatdichter und Rechnungsbeamter                                                            | 71    |       |
| 11. April | John Henry Lefroy                       | britischer Offizier, Wissenschaftler und Kolonialverwalter                                                     | 73    |       |
| 11. April | Joseph Merrick                          | Engländer, der als Elefantenmensch bezeichnet wurde                                                            | 27    |       |
| 12. April | Carl Grebe                              | deutscher Forstmann und Hochschullehrer                                                                        | 73    |       |
| 12. April | Gennari Karganow                        | russischer Komponist armenischer Abstammung                                                                    | 31    |       |
| 12. April | Ebenezer J. Penniman                    | US-amerikanischer Politiker                                                                                    | 86    |       |
| 12. April | Daniel Price White                      | US-amerikanischer Politiker                                                                                    | 75    |       |
| 13. April | Hermann Friedrich Friedrich             | deutscher Schriftsteller und Journalist                                                                        | 61    |       |
| 13. April | Friedrich Küchenmeister                 | deutscher Mediziner und Parasitologe                                                                           | 69    |       |
| 13. April | Samuel J. Randall                       | US-amerikanischer Politiker                                                                                    | 61    |       |
| 13. April | Johann Joachim Schlegel                 | Bierbrauer und Gründer der Schlegel Brauerei AG in Bochum                                                      | 68    |       |
| 14. April | Marcus Lehmann                          | deutscher orthodoxer Rabbiner                                                                                  | 58    |       |
| 14. April | François Zorn von Bulach                | französisch-deutscher Politiker                                                                                | 61    |       |
| 15. April | Wilhelm Heuer                           | deutscher Lithograf                                                                                            | 76    |       |
| 15. April | Otto Ernst Julius Seyffer               | deutscher Physiker und Redakteur                                                                               | 66    |       |
| 16. April | Johannes Geppert                        | deutscher Jurist und Politiker                                                                                 | 70    |       |
| 16. April | Sylvain Auguste de Marseul              | französischer Entomologe                                                                                       | 78    |       |
| 16. April | Rudolf Müller                           | deutscher Landwirt und Politiker                                                                               | 76    |       |
| 17. April | Oskar von Nachtigal                     | preußischer General der Infanterie                                                                             | 61    |       |
| 17. April | Heinrich von Weber                      | deutscher Agrarökonom und Hochschullehrer                                                                      | 71    |       |
| 17. April | German Wolf                             | deutscher Pionier der Fotografie                                                                               | 59    |       |
| 18. April | Caetano da Costa Alegre                 | portugiesischer Dichter (São Tomé)                                                                             | 25    |       |
| 19. April | Friedrich Kühne                         | deutsch-amerikanischer Kaufmann und Bankier                                                                    | 66    |       |
| 19. April | James Pollock                           | US-amerikanischer Politiker                                                                                    | 79    |       |
| 20. April | John Henry Gurney                       | britischer Ornithologe                                                                                         | 70    |       |
| 22. April | Magnus Huss                             | schwedischer Arzt und Wissenschaftler                                                                          | 82    |       |
| 23. April | Hermann vom Rath                        | preußischer Rittergutsbesitzer und Reichstagsabgeordneter                                                      | 72    |       |
| 24. April | Vittorio Emanuele Taparelli d’Azeglio   | italienischer Diplomat und Senator                                                                             | 73    |       |
| 24. April | Hermann von Witzleben                   | preußischer Kammerherr, Premierleutnant, Rechtsritter des Johanniterordens und Gutsbesitzer                    | 74    |       |
| 25. April | Crowfoot                                | Stammeshäuptling der Blackfoot First Nation in Kanada                                                          |       |       |
| 25. April | Theodor Möbius                          | deutscher Skandinavist und Germanist                                                                           | 68    |       |
| 26. April | Paul Lange                              | österreichischer Architekt                                                                                     | 40    |       |
| 28. April | John William Fenton                     | irischer Musiker schottischer Herkunft                                                                         | 62    |       |
| 28. April | Martin Klamroth                         | deutscher Arabist und Mathematikhistoriker                                                                     | 34    |       |
| 28. April | Jacob Scherer                           | Jurist, Reichstagsabgeordneter                                                                                 | 73    |       |
| 29. April | Daniel Heinrich Mumm von Schwarzenstein | deutscher Oberbürgermeister von Frankfurt am Main                                                              | 71    |       |
| 30. April | Emilie Bach                             | österreichische Journalistin                                                                                   | 49    |       |
| 30. April | Gustav Biedermann                       | philosophischer Schriftsteller                                                                                 | 75    |       |
| 30. April | Hermann von Dechend                     | erster deutscher Reichsbankpräsident                                                                           | 76    |       |
| 30. April | Karl von Spohn                          | österreichischer Bezirkshauptmann im Bezirk St. Pölten                                                         | 77    |       |
| 30. April | Marcus Thrane                           | norwegischer Sozialist und Kopf der ersten norwegischen Arbeiterbewegung                                       | 72    |       |
| April     | Ostap Weressai                          | ukrainischer Kobsar und Sänger                                                                                 |       |       |

## Mai
| Tag     | Name                                   | Beruf, bekannt als                                                                    | Alter | Beleg |
| ------- | -------------------------------------- | ------------------------------------------------------------------------------------- | ----- | ----- |
| 1. Mai  | Carl zu Hohenlohe-Ingelfingen          | deutscher Beamter und Politiker, MdR                                                  | 69    |       |
| 1. Mai  | Elisabeth Kelly                        | schweizerische Malerin                                                                | 65    |       |
| 2. Mai  | Fritz Bethke                           | deutscher Theaterschauspieler                                                         | 48    |       |
| 2. Mai  | Henri François Xavier Gresley          | französischer General und Kriegsminister                                              | 71    |       |
| 3. Mai  | James B. Beck                          | US-amerikanischer Politiker                                                           | 68    |       |
| 3. Mai  | Caspar Henry Borgess                   | deutschstämmiger katholischer Bischof in USA                                          | 63    |       |
| 4. Mai  | Julius Gundling                        | böhmischer Schriftsteller                                                             | 62    |       |
| 4. Mai  | Ernst Rudolf Neubauer                  | österreichischer Autor, Verleger und Lehrer                                           | 62    |       |
| 5. Mai  | Edmund Dorer                           | Schweizer Dichter, Übersetzer und Hispanist                                           | 58    |       |
| 5. Mai  | Johann Friedrich Kern                  | deutscher Richter                                                                     | 77    |       |
| 5. Mai  | Andreas Luckeneder                     | österreichischer Stadtbaumeister                                                      | 77    |       |
| 5. Mai  | Éphraïm Mikhaël                        | französischer Dichter des Symbolismus                                                 | 23    |       |
| 5. Mai  | Joseph Nicolas Robert-Fleury           | französischer Maler                                                                   | 92    |       |
| 5. Mai  | Antoni Świeży                          | polnischer Politiker und Landtagsabgeordneter im Schlesischen Landtag                 |       |       |
| 6. Mai  | Hiram Gray                             | US-amerikanischer Jurist und Politiker                                                | 88    |       |
| 6. Mai  | Albert Keßler                          | deutscher Theaterschauspieler, -regisseur und -intendant                              | 71    |       |
| 6. Mai  | Hubert Léonard                         | belgischer Violinist und Komponist                                                    | 71    |       |
| 7. Mai  | Jurjen de Jong                         | niederländischer Genre- und Porträtmaler                                              | 82    |       |
| 7. Mai  | James Nasmyth                          | schottischer Ingenieur                                                                | 81    |       |
| 7. Mai  | Gustav Waldemar von Rauch              | preußischer General der Kavallerie                                                    | 71    |       |
| 8. Mai  | Horatio Gates Fisher                   | US-amerikanischer Politiker                                                           | 52    |       |
| 8. Mai  | Carl Ludwig Frischen                   | deutscher Ingenieur                                                                   | 59    |       |
| 8. Mai  | Herman Schultz                         | schwedischer Astronom                                                                 | 66    |       |
| 9. Mai  | Germain Burkardt                       | deutscher Landwirt und Politiker (DP), MdR                                            | 68    |       |
| 9. Mai  | Rudolf Freitag                         | deutscher Bildhauer                                                                   | 85    |       |
| 9. Mai  | Friedrich Loos                         | österreichischer Maler                                                                | 92    |       |
| 10. Mai | Cajetan von Bissingen-Nippenburg       | österreichischer Statthalter und württembergischer und deutscher Politiker, MdR       | 84    |       |
| 10. Mai | Wassyl Lasarewskyj                     | ukrainisch-russischer Schriftsteller und Übersetzer                                   | 73    |       |
| 11. Mai | Joseph von Némethy                     | österreichischer Offizier                                                             | 70    |       |
| 11. Mai | Alexander Alexejewitsch Wassiltschikow | russischer Kunstsammler, Direktor der Eremitage (Sankt Petersburg)                    | 57    |       |
| 12. Mai | Frances Parthenope Verney              | britische Schriftstellerin und Journalistin                                           | 71    |       |
| 12. Mai | Nikolaus Reuß                          | deutscher katholischer Priester, Ehrenbürger von Worms                                | 80    |       |
| 13. Mai | Friedrich Engel                        | deutscher Architekt und Publizist                                                     | 68    |       |
| 13. Mai | Karl Hoff                              | deutscher Maler                                                                       | 51    |       |
| 13. Mai | Amasa J. Parker                        | US-amerikanischer Jurist und Politiker                                                | 82    |       |
| 13. Mai | Jacques-Louis Soret                    | Schweizer Chemiker und Physiker                                                       | 62    |       |
| 14. Mai | August von Kleist                      | preußischer Offizier, zuletzt Generalmajor                                            | 72    |       |
| 15. Mai | Gebhard von Mehring                    | deutscher evangelischer Geistlicher und Politiker                                     | 92    |       |
| 15. Mai | Heinrich Nabert                        | deutscher Volksetymologe und Sprachforscher                                           | 71    |       |
| 16. Mai | Helene in Bayern                       | deutsche Adelige, Tochter von Herzog Max Joseph in Bayern                             | 56    |       |
| 16. Mai | Heinrich Schaub                        | Schweizer Politiker                                                                   | 87    |       |
| 16. Mai | Mihkel Veske                           | estnischer Lyriker und Sprachwissenschaftler                                          | 47    |       |
| 17. Mai | Elisha Dyer                            | US-amerikanischer Politiker                                                           | 78    |       |
| 19. Mai | Jacobus Johannes Bucksath              | deutscher Maler                                                                       | 60    |       |
| 19. Mai | Hermann Miele                          | deutscher Kunstschreiner                                                              | 55    |       |
| 21. Mai | Heinrich Fleige                        | deutscher Bildhauer                                                                   | 50    |       |
| 21. Mai | Eduard Friedrich Karl von Fransecky    | preußischer General der Infanterie                                                    | 82    |       |
| 21. Mai | Gabriel von Rodich                     | kroatischer Adliger, österreichisch-ungarischer General                               | 77    |       |
| 22. Mai | Thérèse de Dillmont                    | österreichische Handarbeitslehrerin und Sachbuchautorin                               | 43    |       |
| 23. Mai | Louis Artan                            | belgisch-niederländischer Maler                                                       | 53    |       |
| 23. Mai | Heinrich Michelant                     | französischer Bibliothekar, Romanist und Mediävist                                    | 78    |       |
| 23. Mai | Friedrich von Schreiber                | deutscher römisch-katholischer Geistlicher, Erzbischof von Bamberg (1875–1890)        | 71    |       |
| 23. Mai | Sinjeong                               | Regentin für König Gojong von Joseon, und Gemahlin des Kronprinzen Hyomyeong          | 81    |       |
| 24. Mai | Georgiana Huntly McCrae                | schottisch-australische Malerin und Tagebuchschreiberin                               | 86    |       |
| 24. Mai | Jean-Baptiste Noulet                   | französischer Naturforscher und Romanist                                              | 88    |       |
| 25. Mai | Rudolf Gottgetreu                      | deutscher Architekt und Hochschullehrer                                               | 69    |       |
| 25. Mai | Eduard von Wattenwyl                   | Schweizer evangelischer Geistlicher                                                   | 74    |       |
| 25. Mai | George Wiedemann                       | Gründer der Wiedemann Brewing Company                                                 |       |       |
| 26. Mai | Dietrich Carl von Carlowitz            | deutscher Rittergutsbesitzer und Politiker, MdR                                       | 50    |       |
| 26. Mai | Adelbert Delbrück                      | deutscher Unternehmer und Bankier                                                     | 68    |       |
| 26. Mai | Rudolf Johann von Meraviglia-Crivelli  | böhmischer Adliger sowie österreichischer Heraldiker                                  | 57    |       |
| 27. Mai | Johannes Gregorius van den Bergh       | niederländischer Ingenieur und Minister                                               | 65    |       |
| 28. Mai | Carlos Céleo Arias López               | Präsident von Honduras                                                                | 55    |       |
| 28. Mai | Otto Mengelberg                        | deutscher Historien- und Porträtmaler und Lithograph                                  | 73    |       |
| 28. Mai | Victor Ernst Nessler                   | deutscher Komponist                                                                   | 49    |       |
| 28. Mai | Leonhard Schmitz                       | deutscher Althistoriker und Klassischer Philologe                                     | 83    |       |
| 29. Mai | Alexander von Koller                   | österreichischer General                                                              | 76    |       |
| 30. Mai | Michael Ferdinand von Althann          | Militärperson des Kaisertums Österreich                                               | 81    |       |
| 30. Mai | Julius Dinder                          | deutscher Erzbischof von Gnesen                                                       | 60    |       |
| 30. Mai | Carlos von Koseritz                    | deutsch-brasilianischer Journalist und Vorkämpfer des Deutschtums im Süden Brasiliens | 56    |       |
| 30. Mai | Friedrich Anton Schneider              | deutscher Zoologe und Hochschullehrer                                                 | 58    |       |
| 31. Mai | Ernst Benedikt Kietz                   | deutscher Maler und Lithograph                                                        |       |       |
| 31. Mai | Emil Siebert                           | deutscher Theaterschauspieler, Opernsänger (Tenor) und Komponist                      | 55    |       |

## Juni
| Tag      | Name                                   | Beruf, bekannt als                                                                                   | Alter | Beleg |
| -------- | -------------------------------------- | --- | ----- | ----- |
| 1. Juni  | Camilo Castelo Branco                  | portugiesischer Schriftsteller, Romancier, Kritiker, Poet und Übersetzer                             | 65    |       |
| 1. Juni  | John Thompson                          | US-amerikanischer Jurist und Politiker                                                               | 80    |       |
| 1. Juni  | Franz Volk                             | Revolutionär, Arzt, Historiker, Bürgermeister                                                        | 67    |       |
| 2. Juni  | Elias Pieter van Bommel                | niederländischer Veduten- und Marinemaler                                                            | 71    |       |
| 2. Juni  | Charles Osgood                         | amerikanischer Maler                                                                                 | 81    |       |
| 2. Juni  | Georg Pscheiden                        | österreichischer Politiker                                                                           | 47    |       |
| 3. Juni  | Élie de Gontaut-Biron                  | französischer Politiker und Diplomat                                                                 | 72    |       |
| 3. Juni  | Oskar Kolberg                          | polnischer Ethnograf und Komponist                                                                   | 76    |       |
| 3. Juni  | Carl von Oertzen                       | mecklenburgischer Gutsbesitzer und Beamter                                                           | 53    |       |
| 5. Juni  | Friedrich Albrecht                     | deutsch-katholischer Theologe und Schriftsteller                                                     | 72    |       |
| 7. Juni  | Pedro Joaquín Chamorro y Alfaro        | nicaraguanischer Präsident (1871–1875)                                                               | 71    |       |
| 7. Juni  | Wilhelm Dürr der Ältere                | deutscher Maler                                                                                      | 75    |       |
| 8. Juni  | Theodor Schroeder                      | deutscher Politiker (Zentrum), MdR                                                                   | 61    |       |
| 8. Juni  | Georg Zülch                            | deutscher Heimatforscher                                                                             | 39    |       |
| 9. Juni  | Friedrich von Wedell-Malchow           | deutscher Jurist und Politiker, MdR                                                                  | 67    |       |
| 10. Juni | Josef Schulhof                         | österreichischer Konstrukteur und Erfinder                                                           |       |       |
| 11. Juni | Pierre Adam                            | französischer Bratschist und Komponist                                                               | 69    |       |
| 11. Juni | Hugh Buchanan                          | US-amerikanischer Politiker                                                                          | 66    |       |
| 13. Juni | Christian Friedrich Arnold             | deutscher Architekt                                                                                  | 67    |       |
| 13. Juni | Johann Georg Hiltensperger             | deutscher Historienmaler                                                                             | 84    |       |
| 13. Juni | Carl August Tanton                     | estnischer Orgelbauer                                                                                |       |       |
| 14. Juni | Felice Daneo                           | italienischer Schriftsteller                                                                         |       |       |
| 14. Juni | Lüder Rutenberg                        | Bremer Baumeister und Brauereibesitzer                                                               | 74    |       |
| 15. Juni | Hermann Friedrich Krummacher           | deutscher evangelischer Theologe                                                                     | 61    |       |
| 17. Juni | Emmanuel Servais                       | luxemburgischer Politiker                                                                            | 79    |       |
| 18. Juni | Leopold Julius                         | deutscher Klassischer Archäologe                                                                     |       |       |
| 19. Juni | Eduard Erxleben                        | badischer Beamter                                                                                    | 56    |       |
| 19. Juni | Heinrich Wilhelm Stoll                 | deutscher Altphilologe                                                                               | 71    |       |
| 19. Juni | Karl Wurmb von Zinck                   | preußischer Generalleutnant, Schlosshauptmann, Ehrenritter des Johanniterordens und Fideikommissherr | 95    |       |
| 20. Juni | Karl Gottfried von Leitner             | österreichischer Schriftsteller                                                                      | 89    |       |
| 20. Juni | Feodor Franz Ludwig Löwe               | deutscher Theaterschauspieler                                                                        | 73    |       |
| 21. Juni | Konstantin von Dziembowski             | deutscher Politiker, MdR                                                                             |       |       |
| 22. Juni | Francisco Menéndez Valdivieso          | Präsident von El Salvador                                                                            | 59    |       |
| 22. Juni | Hermann Albert Schumacher              | deutscher Jurist und Historiker, MdBB                                                                | 50    |       |
| 22. Juni | Henry Wirtz Thomas                     | US-amerikanischer Politiker                                                                          | 77    |       |
| 23. Juni | Franz Jobst                            | österreichischer Maler                                                                               | 49    |       |
| 23. Juni | George Washington McCrary              | US-amerikanischer Politiker                                                                          | 54    |       |
| 24. Juni | Joseph Molitor von Mühlfeld            | deutscher Kunstmaler                                                                                 | 34    |       |
| 24. Juni | Benjamin Samuel Williams               | britischer Handelsgärtner                                                                            | 66    |       |
| 25. Juni | Bechtold von Bernstorff                | deutscher Landrat, Gutsbesitzer und Politiker, MdR                                                   | 86    |       |
| 25. Juni | Albert Erbstein                        | deutscher Numismatiker                                                                               | 49    |       |
| 25. Juni | Joseph Girard                          | Schweizer Politiker                                                                                  | 74    |       |
| 26. Juni | Albino Abbiati                         | italienischer Kornettist, Posaunist und Kapellmeister                                                | ≈76   |       |
| 26. Juni | Johann Philipp Allfeld                 | deutscher Stenograf                                                                                  | 70    |       |
| 26. Juni | John M. Crebs                          | US-amerikanischer Politiker                                                                          | 60    |       |
| 26. Juni | Alexandre Etienne DeClouet             | US-amerikanischer Politiker                                                                          | 78    |       |
| 26. Juni | Jean-Joseph Zéphirin Gerbe             | französischer Zoologe, Ornithologe, vergleichender Embryologe und Tierillustrator                    | 79    |       |
| 26. Juni | Ignaz Gridl                            | österreichischer Unternehmer                                                                         | 64    |       |
| 26. Juni | Archibald McLelan                      | kanadischer Politiker, Vizegouverneur von Nova Scotia                                                | 65    |       |
| 26. Juni | Kosta Paniza                           | bulgarischer Revolutionär, Militär                                                                   | 33    |       |
| 27. Juni | Hermann Kestner                        | deutscher Musikalensammler und Komponist                                                             | 79    |       |
| 28. Juni | Johann Baptist Herb                    | deutscher Theologe                                                                                   | 84    |       |
| 28. Juni | Johann A. T. Hoffmann                  | deutscher Lehrer und Politiker, MdHB                                                                 | 82    |       |
| 28. Juni | Alexander Dmitrijewitsch Litowtschenko | russischer Maler                                                                                     | 55    |       |
| 29. Juni | Alfred Gilmore                         | US-amerikanischer Politiker                                                                          | 78    |       |
| 29. Juni | Jenny von Gustedt                      | deutsche Schriftstellerin                                                                            | 78    |       |
| 29. Juni | Henry Herbert, 4. Earl of Carnarvon    | britischer Politiker und Mitglied der Conservative Party                                             | 59    |       |
| 29. Juni | Alexander Parkes                       | britischer Metallurg und Erfinder                                                                    | 76    |       |
| 29. Juni | Henriëtte Sablairolles                 | niederländische Schauspielerin und Operettensängerin                                                 | 56    |       |
| 30. Juni | Caspar Alexander Honthumb              | deutsch-amerikanischer Schriftsteller und Journalist                                                 | 51    |       |
| 30. Juni | Samuel Parkman Tuckerman               | US-amerikanischer Komponist                                                                          | 71    |       |

## Juli
| Tag      | Name                                | Beruf, bekannt als | Alter | Beleg |
| -------- | ----------------------------------- | --- | ----- | ----- |
| 1. Juli  | Adolf Ebert                         | deutscher Literaturhistoriker und Romanist                                                                            | 70    |       |
| 1. Juli  | Carl Friedrich Werner               | deutscher Politiker, Abgeordneter des Sächsischen Landtags                                                            | 74    |       |
| 2. Juli  | Adelheid Salles-Wagner              | deutsch-französische Porträt- und Historienmalerin                                                                    |       |       |
| 2. Juli  | Isak Schlockow                      | deutscher Gerichtsmediziner und Amtsarzt                                                                              | 52    |       |
| 3. Juli  | Charles Grad                        | elsässischer Politiker, MdR                                                                                           | 47    |       |
| 3. Juli  | Gilman Marston                      | US-amerikanischer Politiker und Armeeoffizier                                                                         | 78    |       |
| 3. Juli  | William Kitchen Parker              | britischer Zoologe und Anatom                                                                                         | 67    |       |
| 4. Juli  | Friedrich Arnold                    | deutscher Anatom und Physiologe                                                                                       | 87    |       |
| 4. Juli  | Christian Ernst Weiss               | deutscher Geologe, Mineraloge und Paläobotaniker                                                                      | 57    |       |
| 5. Juli  | Albert Joseph Gasteiger             | österreichischer Diplomat, Ingenieur und Forschungsreisender                                                          | 67    |       |
| 6. Juli  | Edwin Chadwick                      | britischer Gesundheitsbeamter                                                                                         | 90    |       |
| 7. Juli  | Maximilian von Gise                 | bayerischer Gesandter                                                                                                 | 72    |       |
| 7. Juli  | Henri Nestlé                        | deutscher Unternehmer                                                                                                 | 75    |       |
| 7. Juli  | Peter D. Wigginton                  | US-amerikanischer Politiker                                                                                           | 50    |       |
| 8. Juli  | Albert Bürklin                      | deutscher Baumeister, Ingenieur und Schriftsteller sowie ein liberaler Abgeordneter im badischen Landtag in Karlsruhe | 74    |       |
| 8. Juli  | Maurus Wolter                       | deutscher Ordensgeistlicher und Theologe, Erzabt von Beuron                                                           | 65    |       |
| 9. Juli  | Josef Bernards                      | deutscher Politiker, MdR                                                                                              | 59    |       |
| 9. Juli  | Joseph Lyman                        | US-amerikanischer Politiker                                                                                           | 49    |       |
| 9. Juli  | Immanuel Heinrich Ritter            | Rabbiner, Historiker, Buchautor, Übersetzer                                                                           | 65    |       |
| 10. Juli | August Fabricius                    | deutscher Beamter, Statistiker und Politiker                                                                          | 65    |       |
| 10. Juli | Thomas C. McCreery                  | US-amerikanischer Politiker                                                                                           | 73    |       |
| 11. Juli | Alphonse Favre                      | Schweizer Geologe | 75    |       |
| 11. Juli | Heinrich Hansen                     | dänischer Maler | 68    |       |
| 11. Juli | Carl Steffeck                       | deutscher Maler und Grafiker                                                                                          | 72    |       |
| 11. Juli | Alwin Teumer                        | königlich-sächsischer Förster                                                                                         | 62    |       |
| 12. Juli | Friedrich Wilhelm Kritzinger        | deutscher Theologe, Pädagoge, Kirchenlieddichter                                                                      | 74    |       |
| 12. Juli | Heinrich Richter                    | deutscher Verleger | 60    |       |
| 12. Juli | Robert Weber                        | deutscher Landschaftsmaler                                                                                            | 59    |       |
| 13. Juli | John C. Frémont                     | US-amerikanischer Entdecker und Politiker                                                                             | 77    |       |
| 13. Juli | Johann Voldemar Jannsen             | estnischer Intellektueller                                                                                            | 71    |       |
| 15. Juli | Emil Heitz                          | deutscher Klassischer Philologe, Kanoniker und Hochschullehrer                                                        | 64    |       |
| 15. Juli | Gottfried Keller                    | Schweizer Schriftsteller und Dichter                                                                                  | 70    |       |
| 16. Juli | Leon Negruzzi                       | rumänischer Jurist | 50    |       |
| 16. Juli | Ludwig Wilhelm Schaufuß             | deutscher Naturwissenschaftler                                                                                        | 56    |       |
| 17. Juli | Johann von Hermann                  | österreichischer Pädagoge                                                                                             | 89    |       |
| 18. Juli | Lydia Becker                        | britische Frauenrechtlerin                                                                                            | 63    |       |
| 18. Juli | Alexander von Bunge                 | deutsch-russischer Arzt und Botaniker                                                                                 | 86    |       |
| 18. Juli | Friedrich Forkel                    | deutscher Jurist und Politiker (NLP), MdR, Stadtverordneter                                                           | 67    |       |
| 18. Juli | Franz Keller-Leuzinger              | deutscher Ingenieur, Forschungsreisender, Kartograph, Maler, Illustrator, Kunstgewerbler und Schriftsteller           | 54    |       |
| 18. Juli | Christian Heinrich Friedrich Peters | deutsch-amerikanischer Astronom                                                                                       | 76    |       |
| 18. Juli | Joseph Schwarzmann                  | österreichischer Ornament- und Dekorationsmaler                                                                       | 84    |       |
| 18. Juli | Klara Weise                         | deutsche Kinder- und Jugendbuchautorin                                                                                | 66    |       |
| 19. Juli | Paddy Duffy                         | US-amerikanischer Boxer                                                                                               | 25    |       |
| 19. Juli | Robert von Hornstein                | deutscher Komponist                                                                                                   | 56    |       |
| 19. Juli | Heinrich Koerting                   | deutscher Romanist | 31    |       |
| 19. Juli | Gustav Pfizer                       | deutscher Schriftsteller und Herausgeber                                                                              | 82    |       |
| 19. Juli | James Dale Strawbridge              | US-amerikanischer Politiker                                                                                           | 66    |       |
| 19. Juli | James P. Walker                     | US-amerikanischer Politiker                                                                                           | 39    |       |
| 20. Juli | Richard Wallace                     | englischer Kunstsammler und Mäzen                                                                                     | 72    |       |
| 21. Juli | Hermann Wilhelm de la Camp          | deutscher Kaufmann | 76    |       |
| 21. Juli | Carl Emil Dahlerup                  | Gouverneur der Färöer                                                                                                 | 76    |       |
| 21. Juli | Moritz Duschak                      | österreichischer Rabbiner, Religionslehrer und Autor                                                                  | 74    |       |
| 21. Juli | Jean Gautherin                      | französischer Bildhauer                                                                                               | 49    |       |
| 22. Juli | William Wellington Corlett          | US-amerikanischer Politiker                                                                                           | 48    |       |
| 22. Juli | Friedrich Seubert                   | deutscher Verwaltungsbeamter und Parlamentarier                                                                       | 70    |       |
| 23. Juli | Ludwig Flerx                        | deutscher Theaterschauspieler, -regisseur, -intendant, Bühnenautor und Librettist                                     | 64    |       |
| 24. Juli | Guy R. Pelton                       | US-amerikanischer Jurist und Politiker                                                                                | 65    |       |
| 24. Juli | Johannes Winnertz                   | deutscher Entomologe                                                                                                  | 90    |       |
| 25. Juli | Hugo von Herman                     | königlich bayerischer Regierungsbeamter                                                                               | 72    |       |
| 26. Juli | Gregorio Bartolini                  | italienischer römisch-katholischer Geistlicher, Zisterzienser, Abt und Generalabt                                     | 71    |       |
| 26. Juli | Samuel S. Marshall                  | US-amerikanischer Politiker                                                                                           | 69    |       |
| 27. Juli | Silas C. Hatch                      | US-amerikanischer Geschäftsmann und Politiker                                                                         | 69    |       |
| 28. Juli | Gotthard Oswald Marbach             | deutscher Philosophiedozent und Dichter                                                                               | 80    |       |
| 28. Juni | Auguste de Molin                    | Schweizer Tier-, Jagd- und Reisemaler                                                                                 | 69    |       |
| 28. Juli | Georg Dietrich Otten                | deutscher Komponist und Dirigent                                                                                      | 84    |       |
| 28. Juli | Lothar von Wurmb                    | deutscher Verwaltungsjurist, Polizeipräsident von Berlin, Regierungspräsident in Wiesbaden; MdR                       | 66    |       |
| 29. Juli | Paul Barbe                          | französischer Politiker und Industrieller                                                                             | 54    |       |
| 29. Juli | Vincent van Gogh                    | niederländischer Maler und ein Begründer der Moderne                                                                  | 37    |       |
| 29. Juli | Friedrich Ludwig Schmidt            | deutscher Theaterschauspieler, Opernsänger (Bariton) und -regisseur                                                   | 56    |       |
| 30. Juli | Gustav Pressel                      | deutscher Komponist                                                                                                   | 63    |       |
| 30. Juli | Ferdinand Schmidt                   | deutscher Schriftsteller und Volkspädagoge                                                                            | 73    |       |
| 31. Juli | Friedrich Wilhelm Brökelmann        | Sauerländer Unternehmer                                                                                               | 90    |       |
| 31. Juli | Franz Herrlein                      | deutscher Politiker (Zentrum), MdR                                                                                    | 72    |       |

## August
| Tag        | Name                             | Beruf, bekannt als                                                                                                   | Alter | Beleg |
| ---------- | -------------------------------- | --- | ----- | ----- |
| 2. August  | Johann Ehrhardt Sünderhauf       | deutscher Landtagsabgeordneter                                                                                       | 73    |       |
| 3. August  | Louise-Victorine Ackermann       | französische Schriftstellerin und Mitglied der Parnassiens                                                           | 76    |       |
| 3. August  | Georg Heinrich Bacmeister        | Minister des Königreichs Hannover                                                                                    | 83    |       |
| 3. August  | Ludwig Barth zu Barthenau        | österreichischer Chemiker                                                                                            | 51    |       |
| 3. August  | Theodor Ehninger                 | deutscher Politiker, MdL (Württemberg)                                                                               | 55    |       |
| 3. August  | Louis de Millas                  | deutscher Architekt und Stadtbaumeister in Heilbronn                                                                 | 81    |       |
| 3. August  | Henry Toussaint                  | französischer Arzt und Veterinär                                                                                     | 43    |       |
| 4. August  | Émile Lévy                       | französischer Maler                                                                                                  | 63    |       |
| 4. August  | Adalbert Martinka                | Prager Kaufmann und Unternehmer                                                                                      |       |       |
| 4. August  | Ivan Mažuranić                   | kroatischer Schriftsteller und Politiker                                                                             | 75    |       |
| 5. August  | Gustave Chancel                  | französischer Chemiker                                                                                               | 68    |       |
| 5. August  | Alois Rittler                    | katholischer Priester, Redakteur, Lyzealprofessor und Mitglied der Kammer der Abgeordneten des Bayerischen Landtages | 51    |       |
| 6. August  | William Kemmler                  | US-amerikanischer Mörder                                                                                             | 30    |       |
| 7. August  | Anna Månsdotter                  | schwedische Frau, wegen Mordes hingerichtet                                                                          |       |       |
| 7. August  | Oleksandr Pol                    | ukrainisch-russischer Geologe, Ethnograph, Archäologe und Geschäftsmann                                              | 57    |       |
| 9. August  | Eduard von Bauernfeld            | österreichischer Lustspieldichter                                                                                    | 88    |       |
| 9. August  | Viktor Janka von Bulcs           | Botaniker | 52    |       |
| 9. August  | Ludwig Adolf Neugebauer          | polnischer Gynäkologe                                                                                                | 69    |       |
| 10. August | Peter Paul Stumpf                | Bischof von Straßburg                                                                                                | 67    |       |
| 10. August | Samuel B. H. Vance               | US-amerikanischer Politiker                                                                                          |       |       |
| 11. August | August Becher                    | württembergischer Jurist und Politiker                                                                               | 74    |       |
| 11. August | John Henry Newman                | britischer anglikanischer, dann römisch-katholischer Priester und Theologe; Kardinal                                 | 89    |       |
| 11. August | Friedrich von Rauch              | deutscher Fabrikant und Politiker                                                                                    | 66    |       |
| 11. August | August Westphal                  | deutscher Gutspächter und Politiker (NLP), MdR                                                                       | 55    |       |
| 11. August | Karl Christian Heinrich Westphal | deutscher Jurist, Bürgermeister und Politiker (NLP), MdR                                                             | 66    |       |
| 12. August | Thomas Birch Freeman             | britischer Missionar                                                                                                 | 80    |       |
| 12. August | Heinrich Otte                    | deutscher evangelischer Geistlicher und „Kunstarchäologe“                                                            | 82    |       |
| 12. August | Winand Virnich                   | deutscher Redakteur und Politiker (Zentrum), MdR                                                                     | 54    |       |
| 13. August | Konrad Beckhaus                  | deutscher evangelischer Theologe, Botaniker, Mykologe und Lepidopterologe                                            | 68    |       |
| 16. August | Seweryn Uruski                   | polnisch-russischer Adelsrepräsentant                                                                                | 73    |       |
| 17. August | Eleonore Auegg-Dilg              | österreichische Porträt- und Miniaturmalerin                                                                         | 79    |       |
| 18. August | August von Bulmerincq            | Jurist und Völkerrechtsexperte                                                                                       | 68    |       |
| 19. August | Martin Birmann                   | Schweizer Pfarrer, erster Armeninspektor des Kantons Basel-Landschaft                                                | 61    |       |
| 20. August | Lorenz Hopfenmüller              | deutscher katholischer Missionar                                                                                     | 46    |       |
| 22. August | Vasile Alecsandri                | rumänischer Dichter, Dramatiker und Politiker                                                                        | 69    |       |
| 22. August | Marie-Jean Blanc Saint-Hilaire   | französischer Verleger, Romanist, Lexikograf und Baskologe                                                           | 85    |       |
| 23. August | Wilhelm Gentz                    | deutscher Maler | 67    |       |
| 23. August | Horace F. Page                   | US-amerikanischer Politiker                                                                                          | 56    |       |
| 23. August | Michael von Reutern              | kaiserlich russischer Finanzminister                                                                                 | 69    |       |
| 24. August | Constanze Geiger                 | österreichische Pianistin, Kinderdarstellerin, Theaterschauspielerin, Komponistin und Sängerin (Sopran)              | 54    |       |
| 24. August | Anton Stukenborg                 | deutscher Priester                                                                                                   | 59    |       |
| 24. August | Maximilian Ferdinand Weidenbach  | wissenschaftlicher Zeichner, Teilnehmer der preußischen Ägyptenexpedition, preußischer Konsul in Südaustralien       | 67    |       |
| 25. August | Emil Stöhrer                     | deutscher Mechaniker, Elektrotechniker und Erfinder                                                                  | 76    |       |
| 25. August | Lewis Findlay Watson             | US-amerikanischer Politiker                                                                                          | 71    |       |
| 26. August | Jean-Antoine Carrel              | italienischer Bergführer                                                                                             |       |       |
| 26. August | Alice Havers                     | britische Malerin und Illustratorin                                                                                  |       |       |
| 27. August | Milledge Luke Bonham             | Offizier der Konföderiertenarmee und Politiker                                                                       | 76    |       |
| 27. August | Emil Otto Grundmann              | deutsch-amerikanischer Maler                                                                                         |       |       |
| 27. August | Julius August Wagenmann          | deutscher evangelischer Theologe und Professor in Göttingen                                                          | 66    |       |
| 28. August | Karl Freiherr von Boeselager     | deutscher Jesuitenpater und Universitätsprofessor in Indien                                                          | 42    |       |
| 30. August | Studholme John Hodgson           | britischer Militär; General                                                                                          |       |       |
| 30. August | Marianne North                   | britische Malerin und Weltreisende                                                                                   | 59    |       |
| 30. August | Nicolás Ruiz Espadero            | kubanischer Pianist und Komponist                                                                                    | 58    |       |
| August     | Wilhelm Friedrich Moritz Kette   | deutscher Rittergutsbesitzer und Politiker, MdR                                                                      | 64    |       |

## September
7| 8. September || Isaac P. Christiancy || US-amerikanischer Jurist und Politiker || 78 || 

| Tag           | Name                                     | Beruf, bekannt als | Alter | Beleg |
| ------------- | ---------------------------------------- | --- | ----- | ----- |
| 3. September  | Alexandre Chatrian                       | französischer Schriftsteller                                                                                               | 63    |       |
| 3. September  | Christian Ludwig Landbeck                | deutsch-chilenischer Ornithologe                                                                                           | 82    |       |
| 3. September  | Willem Linnig der Jüngere                | belgischer Historien-, Porträt- und Genremaler sowie Radierer                                                              | 48    |       |
| 3. September  | Johann von Lutz                          | bayerischer Politiker und Minister                                                                                         | 63    |       |
| 3. September  | Heinrich Oidtmann                        | deutscher Arzt und Unternehmer                                                                                             | 52    |       |
| 4. September  | Edward F. Noyes                          | US-amerikanischer Politiker                                                                                                | 57    |       |
| 5. September  | Ludwig Deppe                             | deutscher Komponist und Dirigent                                                                                           | 61    |       |
| 5. September  | Johann Jakob Kredel                      | Landtagsabgeordneter Großherzogtum Hessen                                                                                  | 54    |       |
| 5. September  | Gustav Gans zu Putlitz                   | deutscher Gutsbesitzer, Schriftsteller, Theaterintendant und Politiker                                                     | 69    |       |
| 5. September  | Christoph Johannes Riggenbach            | Schweizer evangelischer Theologe, Hochschullehrer und Autor                                                                | 71    |       |
| 6. September  | Philipp Moritz Fischer                   | deutscher Orgelbauer und Musikinstrumentenmacher                                                                           | 78    |       |
| 7. September  | Domenico Bertini                         | italienischer Komponist und Musikschriftsteller                                                                            | 61    |       |
| 7. September  | Joseph Kaffsack                          | deutscher Bildhauer | 39    |       |
| 8. September  | Leopold Einstein                         | deutscher Pionier der internationalen Sprache Esperanto                                                                    |       |       |
| 9. September  | Johann Georg Walte                       | deutscher Maler und Zeichner                                                                                               | 79    |       |
| 11. September | Felice Casorati                          | italienischer Mathematiker                                                                                                 | 54    |       |
| 11. September | Eduard Degener                           | deutscher Politiker und US-amerikanischer Politiker (Republikanische Partei), erster deutschstämmiger Kongressabgeordneter | 80    |       |
| 11. September | Otto Tortilowicz von Batocki-Friebe      | deutscher Politiker, MdR                                                                                                   | 55    |       |
| 12. September | Henri Bourrit                            | Schweizer Architekt | 48    |       |
| 12. September | Emil Dietzsch                            | deutscher Dichter | 61    |       |
| 12. September | Heinrich von Nathusius                   | deutscher Rittergutsbesitzer, Züchter und Politiker                                                                        | 65    |       |
| 13. September | Johannes Bumüller                        | deutscher Redakteur, katholischer Schriftsteller und Gymnasial-Professor                                                   | 78    |       |
| 13. September | Rufus H. King                            | US-amerikanischer Jurist und Politiker                                                                                     | 70    |       |
| 13. September | Wilhelm Spielberg                        | deutscher Jurist und Politiker (DFP), MdR                                                                                  | 64    |       |
| 14. September | Ferdinand Karl Klimsch                   | deutscher Kunstmaler, Lithograf und Kupferstecher                                                                          | 77    |       |
| 14. September | Christian Ferdinand Friedrich von Krauss | deutscher Botaniker und Malakologe                                                                                         | 78    |       |
| 14. September | Friedrich Lehr                           | deutscher Rittergutsbesitzer und Politiker (NLP), MdR                                                                      | 75    |       |
| 14. September | Joseph Johann Wagner                     | deutscher Landwirt und Politiker (LRP), MdR                                                                                | 77    |       |
| 15. September | Johann Seebacher                         | österreichischer Landwirt und Politiker                                                                                    | 74    |       |
| 16. September | Carl Franz Wilhelm Edel                  | deutscher Jurist und Politiker, MdR                                                                                        | 84    |       |
| 16. September | Carl Ramon Soter von Lederer             | österreichischer Diplomat                                                                                                  | 73    |       |
| 16. September | Rudolf von Marschall                     | preußischer Verwaltungsbeamter und Parlamentarier                                                                          | 70    |       |
| 18. September | Minna Borée                              | deutsche Opernsängerin | 43    |       |
| 18. September | Dion Boucicault                          | irisch-US-amerikanischer Dramatiker und Schauspieler                                                                       | 70    |       |
| 18. September | Jeanne Samary                            | französische Schauspielerin                                                                                                | 33    |       |
| 19. September | Moritz von Frankenberg und Ludwigsdorf   | preußischer Generalmajor                                                                                                   | 70    |       |
| 19. September | Friedrich Gaedcke                        | deutscher Apotheker | 62    |       |
| 19. September | Jacob Montgomery Thornburgh              | US-amerikanischer Politiker                                                                                                | 53    |       |
| 20. September | Gustaf Wilhelm Palm                      | schwedischer Maler | 80    |       |
| 20. September | Mathias Christian Petersen               | deutscher Landwirt, Kaufmann, Hebungsbeamter und Politiker (NLP), MdR                                                      | 81    |       |
| 21. September | Charles C. Stevenson                     | US-amerikanischer Politiker                                                                                                | 64    |       |
| 22. September | Nathan Henry Bass                        | amerikanischer Politiker                                                                                                   | 81    |       |
| 22. September | William Heilman                          | US-amerikanischer Politiker deutscher Herkunft                                                                             | 65    |       |
| 22. September | Friedrich Helmholz                       | deutscher Unternehmer und Klavierbauer                                                                                     | 68    |       |
| 22. September | Frank Morey                              | US-amerikanischer Politiker                                                                                                | 50    |       |
| 23. September | Christian Wilhelm Kreidel                | deutscher Verlagsbuchhändler                                                                                               | 73    |       |
| 23. September | Jakob Schuck                             | deutscher Landwirt, Gutsbesitzer und Politiker (NLP), MdR                                                                  | 59    |       |
| 23. September | Lorenz von Stein                         | deutscher Staatsrechtslehrer und Nationalökonom                                                                            | 74    |       |
| 24. September | Hermann Grieben                          | deutscher Journalist und Dichter                                                                                           | 68    |       |
| 24. September | Henry Courtney Selous                    | englischer Maler und Kupferstecher                                                                                         | 87    |       |
| 24. September | Jørgen Sonne                             | dänischer Schlachten- und Genremaler                                                                                       | 89    |       |
| 24. September | John William Clark Watson                | US-amerikanischer Politiker                                                                                                | 82    |       |
| 26. September | Henri Joseph Faraud                      | frankokanadischer römisch-katholischer Ordensgeistlicher                                                                   | 67    |       |
| 26. September | Richard H. Whiteley                      | US-amerikanischer Politiker                                                                                                | 59    |       |
| 27. September | Elias Cornelius Boudinot                 | US-amerikanischer Jurist, Politiker und Offizier                                                                           | 55    |       |
| 27. September | Rasmus Malling-Hansen                    | dänischer Pastor und Erfinder einer der ersten Schreibmaschinen                                                            | 55    |       |
| 28. September | Ludwig zu Bentheim und Steinfurt         | deutscher Standesherr und Generalleutnant                                                                                  | 78    |       |
| 28. September | Alexander Ebner                          | österreichischer Politiker                                                                                                 | 68    |       |
| 28. September | Nikolaus Witt                            | deutscher Gutsbesitzer und Politiker, MdR                                                                                  | 56    |       |
| 29. September | Alphonse Karr                            | französischer Journalist, Schriftsteller und Satiriker                                                                     | 81    |       |
| 30. September | Wenzel Gruber                            | österreichischer Anatom | 75    |       |
| 30. September | Konrad Hofmann                           | deutscher Romanist | 70    |       |
| 30. September | Edgar von Westphalen                     | deutscher Kommunist, Schwager und Freund von Karl Marx                                                                     | 71    |       |
| September     | Romuald Hube                             | polnischer Jurist und Rechtsgelehrter                                                                                      |       |       |
| September     | Karl Adam Windel                         | deutscher reformierter Theologe                                                                                            |       |       |

## Oktober
| Tag         | Name                                 | Beruf, bekannt als                                                                                  | Alter | Beleg |
| ----------- | ------------------------------------ | --------------------------------------------------------------------------------------------------- | ----- | ----- |
| 1. Oktober  | Sebastian Gleißner                   | deutscher Geistlicher und Politiker (Zentrum), MdR                                                  | 61    |       |
| 2. Oktober  | John R. French                       | US-amerikanischer Politiker                                                                         | 71    |       |
| 2. Oktober  | Karel Bohuš Kober                    | tschechischer Verleger und Schriftsteller                                                           | 40    |       |
| 2. Oktober  | Philip F. Thomas                     | US-amerikanischer Politiker, Gouverneur von Maryland, Senator und Finanzminister                    | 80    |       |
| 3. Oktober  | Josef Hergenröther                   | deutscher katholischer Kirchenhistoriker und Kardinal                                               | 66    |       |
| 3. Oktober  | August Stöhr                         | deutscher Mediziner und Politiker (Zentrum), MdR                                                    | 47    |       |
| 4. Oktober  | Catherine Booth                      | Frau William Booths, des Gründers der Heilsarmee                                                    | 61    |       |
| 4. Oktober  | Hugo Henckel von Donnersmarck        | deutsch-österreichischer Unternehmer                                                                | 79    |       |
| 6. Oktober  | Otto Magnus von Grünewaldt           | estnischer Politiker und Landwirt                                                                   | 89    |       |
| 6. Oktober  | Ludwig Köpp                          | deutscher Politiker im Herzogtum Braunschweig und Mitglied der Braunschweigischen Landesversammlung | 90    |       |
| 6. Oktober  | Adolph Carl Emil von Rudolphi        | Herzoglich Braunschweiger Generalleutnant und Generalintendant des Hoftheaters in Braunschweig      | 64    |       |
| 7. Oktober  | John Hill Hewitt                     | US-amerikanischer Komponist, Lyriker und Zeitungsverleger                                           | 89    |       |
| 7. Oktober  | Maharero                             | Kaptein (1861–1890) des südwestafrikanischen Volksstammes der Herero                                |       |       |
| 7. Oktober  | Karl von Marx                        | deutscher Chemiker und Hochschullehrer                                                              |       |       |
| 7. Oktober  | Elizur H. Prindle                    | US-amerikanischer Jurist und Politiker                                                              | 61    |       |
| 8. Oktober  | William Lindsay Brandon              | General der Konföderierten Staaten von Amerika im Amerikanischen Bürgerkrieg                        |       |       |
| 8. Oktober  | Thomas Hicks                         | US-amerikanischer Maler                                                                             | 66    |       |
| 9. Oktober  | August Borckmann                     | deutscher Maler                                                                                     | 63    |       |
| 9. Oktober  | Alfred Vogel                         | deutscher Pädiater und Hochschullehrer                                                              | 61    |       |
| 11. Oktober | Mathias Auinger                      | österreichischer Paläontologe                                                                       | 80    |       |
| 11. Oktober | Ernst Flechsig                       | deutscher Chemiker und Schachmeister                                                                | 38    |       |
| 12. Oktober | Marc Antoine Calmon                  | französischer Politiker                                                                             | 75    |       |
| 12. Oktober | Max Saalmüller                       | preußischer Oberstleutnant und Lepidopterologe                                                      | 57    |       |
| 12. Oktober | William Young Sellar                 | schottischer Altphilologe                                                                           | 65    |       |
| 13. Oktober | William W. Belknap                   | US-amerikanischer General, Jurist und Politiker                                                     | 61    |       |
| 13. Oktober | Samuel Freeman Miller                | US-amerikanischer Jurist                                                                            | 74    |       |
| 13. Oktober | Pjotr Alexandrowitsch Tschichatschow | russischer Forschungsreisender                                                                      | 78    |       |
| 14. Oktober | Reuben Davis                         | US-amerikanischer Politiker                                                                         | 77    |       |
| 14. Oktober | Gustav Drechsler                     | deutscher Agrarwissenschaftler und Politiker, MdR                                                   | 57    |       |
| 14. Oktober | Josef Václav Frič                    | tschechischer Schriftsteller, Journalist und Politiker, Vertreter der Romantik                      | 61    |       |
| 14. Oktober | Carl Bernhard Friedrich Graepel      | deutscher Jurist und Politiker (NLP), MdR                                                           | 72    |       |
| 14. Oktober | Friedrich von Hassel                 | preußischer Generalleutnant                                                                         | 57    |       |
| 15. Oktober | Christian Wilhelm Ludwig von Abeken  | deutscher Politiker                                                                                 | 63    |       |
| 15. Oktober | Hermann von Werner                   | deutscher Politiker, MdR, MdL                                                                       | 69    |       |
| 16. Oktober | Vinzenz Knödl                        | Abt des Zisterzienserstiftes Rein in der Steiermark                                                 | 69    |       |
| 16. Oktober | Robert von Loeben                    | sächsischer Generalleutnant                                                                         | 80    |       |
| 16. Oktober | Auguste Toulmouche                   | französischer Maler                                                                                 | 61    |       |
| 17. Oktober | Karl von Eschwege                    | deutscher Verwaltungsbeamter                                                                        | 63    |       |
| 17. Oktober | Julian Gutowski                      | Bürgermeister von Nowy Sącz                                                                         |       |       |
| 17. Oktober | Thomas Lowndes Snead                 | US-amerikanischer Jurist und Zeitungsmann sowie konföderierter Politiker und Offizier               | 62    |       |
| 18. Oktober | August Eduard Aderholt               | deutscher Schriftsteller                                                                            | 61    |       |
| 18. Oktober | Wilhelm von Arnim                    | preußischer Verwaltungsbeamter                                                                      | 76    |       |
| 19. Oktober | Louis Eduard Ichon                   | deutscher Unternehmer                                                                               | 79    |       |
| 19. Oktober | Émile Léonard Mathieu                | französischer Mathematiker                                                                          | 55    |       |
| 20. Oktober | Richard Francis Burton               | britischer Forschungsreisender, Übersetzer, Orientalist                                             | 69    |       |
| 22. Oktober | Georg Wilhelm von Wetzell            | deutscher Rechtswissenschaftler, Hochschullehrer und Politiker                                      | 75    |       |
| 23. Oktober | Karl Heinrich                        | deutscher Jurist und konservativer Politiker, MdR, MdL (Königreich Sachsen)                         | 67    |       |
| 23. Oktober | Joseph Krebs                         | deutscher Schriftsteller, Historiker und Politiker (Zentrum), MdR                                   | 67    |       |
| 23. Oktober | Jakob Gottlieb Leonhard Napiersky    | livländischer Historiker                                                                            | 71    |       |
| 23. Oktober | Louis Ferdinand von Rayski           | Dresdner Porträtmaler                                                                               | 84    |       |
| 23. Oktober | Charles Verlat                       | belgischer Maler                                                                                    | 65    |       |
| 24. Oktober | Wilhelm Jegel                        | deutscher Steinbruchbesitzer und Politiker, MdR, Bürgermeister                                      | 64    |       |
| 25. Oktober | Hermann von Graevenitz               | deutscher Reichsgerichtsrat und Politiker, MdR                                                      | 75    |       |
| 25. Oktober | Robert McCormick                     | britischer Polarforscher                                                                            | 90    |       |
| 25. Oktober | Butler Noble                         | US-amerikanischer Politiker                                                                         | 75    |       |
| 26. Oktober | Carlo Collodi                        | italienischer Schriftsteller (Pinocchio)                                                            | 63    |       |
| 27. Oktober | Johann Jakob Merlo                   | deutscher Heimatforscher, Sammler und Dichter                                                       | 80    |       |
| 28. Oktober | Alexander John Ellis                 | englischer Philologe                                                                                | 76    |       |
| 28. Oktober | Richard Arthur Ledward               | englischer Bildhauer                                                                                | 33    |       |
| 28. Oktober | Charles Edward Mudie                 | britischer Buchhändler und Gründer von Mudie's Select Library                                       | 72    |       |
| 29. Oktober | Johann Heinrich Christian Pinkepank  | Hamburger Modelltischler, MdB                                                                       | 72    |       |
| 30. Oktober | Susette Hauptmann                    | deutsche Malerin, Zeichnerin und Sängerin                                                           | 79    |       |
| 30. Oktober | Jakob Heinrich Hermann Schwartz      | deutscher Gynäkologe und Hochschullehrer                                                            | 68    |       |
| 31. Oktober | Johann Nepomuk von Nußbaum           | deutscher Chirurg und Hochschullehrer in München                                                    | 61    |       |

## November
| Tag              | Name                                 | Beruf, bekannt als                                                                              | Alter | Beleg |
| ---------------- | ------------------------------------ | ----------------------------------------------------------------------------------------------- | ----- | ----- |
| 1. November      | Georg Frey                           | kurhessischer Generalmajor                                                                      | 83    |       |
| 1. November      | Júlio Ribeiro                        | brasilianischer Schriftsteller und Grammatiker                                                  | 45    |       |
| 1. November      | Reinhard Schlüter                    | deutscher Jurist und Politiker (DFP), MdR                                                       | 69    |       |
| 2. November      | Otto Frölicher                       | Schweizer Maler                                                                                 | 50    |       |
| 2. November      | Benno Hann von Weyhern               | preußischer General der Kavallerie                                                              | 82    |       |
| 3. November      | Manuel Joël                          | jüdischer Gelehrter                                                                             | 64    |       |
| 3. November      | Franz Alfred Muth                    | deutscher Pfarrer                                                                               | 51    |       |
| 3. November      | Ulrich Ochsenbein                    | Schweizer Politiker                                                                             | 78    |       |
| 3. November      | Hubert Titlbach                      | Mediziner und Politiker                                                                         | 77    |       |
| 4. November      | Helena Demuth                        | Haushälterin von Jenny und Karl Marx                                                            | 69    |       |
| 4. November      | Carl Wilhelm Marung                  | deutscher Arzt und Mitglied der Mecklenburgischen Abgeordnetenversammlung                       | 77    |       |
| 4. November      | Jacob van Zuylen van Nijevelt        | niederländischer Staatsmann                                                                     | 74    |       |
| 6. November      | Leonhard Bülow                       | deutsch-baltisch-russischer Porträt-, Genre- und Historienmaler der Düsseldorfer Schule         | 73    |       |
| 7. November      | Carl Bassenge                        | deutscher Richter, Parlamentarier und Kommunalpolitiker                                         | 67    |       |
| 7. November      | Edward A. O’Neal                     | US-amerikanischer Politiker                                                                     | 72    |       |
| 8. November      | Moritz Esterházy de Galantha         | ungarisch-österreichischer Diplomat und Politiker                                               | 83    |       |
| 8. November      | César Franck                         | französischer Komponist und Organist deutsch-belgischer Abstammung                              | 67    |       |
| 8. November      | Barclay Martin                       | US-amerikanischer Politiker                                                                     | 87    |       |
| 8. November      | Louise de Mercy-Argenteau            | belgische Pianistin, Komponistin und Musikkritikerin                                            | 53    |       |
| 8. November      | Karl von Vogelsang                   | katholischer Publizist, Politiker und Sozialreformer                                            | 72    |       |
| 8. November      | Sophie Wörishöffer                   | deutsche Jugendbuchautorin                                                                      | 52    |       |
| 9. November      | Theodor Avé-Lallemant                | deutscher Musikkritiker und Musikschriftsteller                                                 | 84    |       |
| 9. November      | Gustav von Bohlen und Halbach        | badischer Hofzeremonienmeister und Ministerresident                                             | 59    |       |
| 10. November     | John O’Hagan                         | irischer Jurist, Richter und Schriftsteller                                                     | 68    |       |
| 11. November     | Guillaume de Pury                    | Schweizer Auswanderer, Winzer und Lokalpolitiker                                                | 58    |       |
| 12. November     | Victor Duret                         | Schweizer Romanist und Dialektologe                                                             | 60    |       |
| 13. November     | Gustav Erwin Nehrhoff von Holderberg | königlich sächsischer General der Infanterie                                                    | 84    |       |
| 14. November     | Carl Wilhelm Grether                 | Fabrikant                                                                                       | 87    |       |
| 15. November     | Anton Geppert                        | österreichischer Architekt und Ingenieur                                                        | 61    |       |
| 16. November     | Michael Stolz                        | österreichischer Bildhauer und Zeichner                                                         | 70    |       |
| 17. November     | Helene von Bülow                     | deutsche Stifterin und erste Oberin des Diakonissen-Mutterhauses Stift Bethlehem in Ludwigslust | 74    |       |
| 17. November     | George C. McKee                      | US-amerikanischer Politiker                                                                     | 53    |       |
| 19. November     | Carl Gustaf Hellqvist                | schwedischer Maler                                                                              | 38    |       |
| 19. November     | Samuel Augustine Miller              | US-amerikanischer Offizier und Politiker                                                        | 71    |       |
| 20. November     | Johannes Rußwurm                     | deutscher evangelisch-lutherischer Geistlicher und Dompropst am Ratzeburger Dom                 | 76    |       |
| 22. November     | Frank Buchser                        | Schweizer Maler                                                                                 | 62    |       |
| 22. November     | Heinrich von Eicken                  | deutscher Historiker und Archivar                                                               | 44    |       |
| 22. November     | Wilhelm Henneberg                    | deutscher Agrikulturchemiker                                                                    | 65    |       |
| 22. November     | William Fletcher Sapp                | US-amerikanischer Politiker                                                                     | 66    |       |
| 22. November     | William Bell Scott                   | englischer Maler, Stecher und Dichter                                                           | 79    |       |
| 23. November     | Kathinka Hedwig Agerskov             | dänische Genremalerin                                                                           | 31    |       |
| 23. November     | Thomas Rhodes Armitage               | Gründer des Royal National Institute of the Blind                                               |       |       |
| 23. November     | Julius Karolyi de Nagy Karoly        | ungarischer Rittergutsbesitzer und Parlamentarier                                               | 53    |       |
| 23. November     | Diedrich Precht                      | deutscher Landwirt und Politiker (NLP), MdR                                                     | 78    |       |
| 23. November     | Guido Schenzl                        | österreichischer Benediktiner und Naturwissenschaftler                                          | 67    |       |
| 23. November     | Wilhelm III.                         | niederländischer König                                                                          | 73    |       |
| 24. November     | August Belmont                       | deutsch-amerikanischer Bankier und Politiker                                                    | 76    |       |
| 24. November     | Ernst Adolf Coccius                  | deutscher Augenarzt                                                                             | 65    |       |
| 26. November     | James Randolph Hubbell               | US-amerikanischer Politiker                                                                     | 66    |       |
| 26. November     | Carl Nauck                           | deutscher Klassischer Philologe und Gymnasialdirektor                                           | 77    |       |
| 26. November     | Friedrich Wilhelm Reuter             | deutscher Kaufmann und Tabakfabrikant                                                           | 69    |       |
| 26. November     | James Milton Smith                   | US-amerikanischer Politiker                                                                     | 67    |       |
| 26. November     | Gottlob Wolff von Gudenberg          | deutscher Richter und Parlamentarier                                                            | 77    |       |
| 27. November     | Joaquim José da França Júnior        | brasilianischer Dramaturg, Maler, Journalist und Rechtsanwalt                                   | 52    |       |
| 28. November     | Rudolf von Borries                   | deutscher Regierungsbeamter und Politiker (NLP), MdR                                            | 47    |       |
| 28. November     | Max Hölzke                           | deutscher Richter und Parlamentarier                                                            |       |       |
| 28. November     | Miloslaw Koennemann                  | böhmisch-deutscher Kapellmeister, Orchesterleiter und Komponist                                 |       |       |
| 28. November     | Jotirao Phule                        | indischer Sozialreformer und Autor                                                              | 63    |       |
| 28. November     | Adolf Wentzel                        | deutscher Theaterschauspieler                                                                   | 65    |       |
| 29. November     | Karl Etti                            | deutscher Apotheker                                                                             | 65    |       |
| 29. November     | Théophile Gide                       | französischer Maler                                                                             | 68    |       |
| 21./30. November | Friedrich Pilgram                    | deutscher Philosoph und theologischer Schriftsteller                                            | 71    |       |

## Dezember
| Tag          | Name                            | Beruf, bekannt als                                                                                                  | Alter | Beleg |
| ------------ | ------------------------------- | --- | ----- | ----- |
| 1. Dezember  | Auguste Cornelius               | deutsche Schriftstellerin                                                                                           | 64    |       |
| 1. Dezember  | Samuel Zopfy                    | Schweizer Arzt und Pionier der Homöopathie                                                                          | 86    |       |
| 2. Dezember  | Ferdinand Hoppe                 | deutsch-baltischer Landschafts- und Marinemaler                                                                     | 42    |       |
| 2. Dezember  | Cadmus M. Wilcox                | US-amerikanischer Offizier                                                                                          | 66    |       |
| 3. Dezember  | Hermann Berghaus                | deutscher Kartograf                                                                                                 | 62    |       |
| 3. Dezember  | Martin Breinesberger            | oberösterreichischer Baumeister                                                                                     | 63    |       |
| 3. Dezember  | Ludolf Camphausen               | preußischer Ministerpräsident                                                                                       | 87    |       |
| 3. Dezember  | Carl Hilgers                    | deutscher Maler | 72    |       |
| 3. Dezember  | Isaac M. Jordan                 | US-amerikanischer Jurist und Politiker                                                                              | 55    |       |
| 6. Dezember  | Aloys Mayr                      | deutscher Mathematiker                                                                                              | 83    |       |
| 8. Dezember  | Torcuato de Alvear              | argentinischer Politiker, Bürgermeister von Buenos Aires (1880–1887)                                                | 68    |       |
| 8. Dezember  | Samuel Steel Blair              | US-amerikanischer Politiker                                                                                         | 69    |       |
| 9. Dezember  | Otto Michaelis                  | deutscher Wirtschaftsliberaler, Journalist und Politiker                                                            | 64    |       |
| 9. Dezember  | Eliphalet Trask                 | US-amerikanischer Politiker                                                                                         | 84    |       |
| 10. Dezember | Heinrich Jacobson               | deutscher Arzt | 64    |       |
| 12. Dezember | François Bocion                 | schweizerischer Maler und Zeichenlehrer                                                                             | 62    |       |
| 12. Dezember | Joseph Boehm                    | österreichisch-britischer Medailleur und Bildhauer                                                                  | 56    |       |
| 12. Dezember | Robert Giseke                   | deutscher Journalist und Schriftsteller                                                                             | 63    |       |
| 12. Dezember | Alfred Klauhold                 | deutscher Jurist | 72    |       |
| 13. Dezember | John Andrew Hiestand            | US-amerikanischer Politiker                                                                                         | 66    |       |
| 13. Dezember | Louis Mayer                     | deutscher Gynäkologe                                                                                                | 61    |       |
| 13. Dezember | John William Ritchie            | kanadischer Politiker                                                                                               | 82    |       |
| 14. Dezember | Gottlieb Samuel Studer          | Schweizer Bergsteiger                                                                                               | 86    |       |
| 14. Dezember | Edmund Whitmore                 | britischer Offizier                                                                                                 | 71    |       |
| 15. Dezember | Georg Buff                      | Landtagsabgeordneter Großherzogtum Hessen                                                                           | 86    |       |
| 15. Dezember | James Croll                     | schottischer Naturforscher                                                                                          | 69    |       |
| 15. Dezember | Benno Müller-Brunow             | deutscher Gesangspädagoge und Stimmbildner                                                                          | 37    |       |
| 15. Dezember | Sitting Bull                    | indianischer Stammeshäuptling und Medizinmann der Hunkpapa-Lakota-Sioux                                             |       |       |
| 15. Dezember | Sisinio von Pretis-Cagnodo      | österreichischer Beamter und Politiker                                                                              | 62    |       |
| 15. Dezember | Heinrich Will                   | deutscher Chemiker                                                                                                  | 78    |       |
| 16. Dezember | Henry A. Edmundson              | US-amerikanischer Politiker                                                                                         | 76    |       |
| 16. Dezember | Ernst Hantelmann                | deutscher Rechtsanwalt und Politiker                                                                                | 84    |       |
| 16. Dezember | Alfred Terry                    | US-amerikanischer Unionsgeneral                                                                                     | 63    |       |
| 16. Dezember | Johann von Vorhauser            | Statthaltereibeamter                                                                                                |       |       |
| 17. Dezember | Auguste Dupont                  | belgischer Pianist und Komponist                                                                                    | 63    |       |
| 17. Dezember | Henry D. McHenry                | US-amerikanischer Politiker                                                                                         | 64    |       |
| 17. Dezember | Samuel Duncan Parnell           | britisch-neuseeländischer Zimmermann, Farmer und Einzelkämpfer für die Einführung des Achtstundentags in Neuseeland | 80    |       |
| 18. Dezember | Bernhard von Drigalski          | preußischer General der Kavallerie                                                                                  | 67    |       |
| 18. Dezember | Girolamo Induno                 | italienischer Maler                                                                                                 | 63    |       |
| 18. Dezember | Karl Schnelle                   | deutscher Altphilologe und Gymnasiallehrer                                                                          | 59    |       |
| 18. Dezember | Gédéon Thommen                  | Schweizer Unternehmer und Politiker                                                                                 | 59    |       |
| 19. Dezember | César De Paepe                  | belgischer Sozialist                                                                                                | 49    |       |
| 19. Dezember | Eugène Louis Lami               | französischer Maler                                                                                                 | 90    |       |
| 19. Dezember | Eliakim Persons Walton          | US-amerikanischer Politiker                                                                                         | 78    |       |
| 21. Dezember | Niels Wilhelm Gade              | dänischer Komponist und Dirigent                                                                                    | 73    |       |
| 21. Dezember | Johanne Luise Heiberg           | Schauspielerin in Kopenhagen während des Goldenen Zeitalters von Dänemark                                           | 78    |       |
| 21. Dezember | Gustave Revilliod               | Schweizer Schriftsteller, Verleger, Archäologe, Kunstsammler und Mäzen                                              | 73    |       |
| 22. Dezember | Eugène Desmarest                | französischer Entomologe und Zoologe                                                                                | 74    |       |
| 22. Dezember | Friedrich Adolph Hornemann      | deutscher Maler und Lithograf                                                                                       | 77    |       |
| 22. Dezember | August Klein von Ehrenwalten    | österreichischer Unternehmer                                                                                        | 66    |       |
| 22. Dezember | Ernst Franz August Münzenberger | deutscher katholischer Priester, Kunstsammler und Stadtpfarrer zu Frankfurt am Main                                 | 57    |       |
| 23. Dezember | Mary Pearcey                    | britische Mörderin                                                                                                  | 24    |       |
| 24. Dezember | Gustav von Duvernoy             | deutscher Politiker                                                                                                 | 88    |       |
| 24. Dezember | Feodor von Francken-Sierstorpff | deutscher Rittergutsbesitzer und Verwaltungsbeamter                                                                 | 74    |       |
| 24. Dezember | Gustav Robert Groß              | österreichischer Politiker und Industrieller                                                                        | 67    |       |
| 24. Dezember | Edward Thomas Loseby            | englischer Uhrmacher                                                                                                | 73    |       |
| 26. Dezember | Vicenta María López y Vicuña    | spanische Ordensgründerin und Heilige der katholischen Kirche                                                       | 43    |       |
| 26. Dezember | Heinrich Schliemann             | deutscher Archäologe                                                                                                | 68    |       |
| 26. Dezember | William Dunlap Simpson          | US-amerikanischer Politiker                                                                                         | 67    |       |
| 26. Dezember | Albert Stadler                  | Schweizer Oberstdivisionär                                                                                          | 73    |       |
| 27. Dezember | Woldemar Frege                  | deutscher Jurist und Hochschullehrer                                                                                | 79    |       |
| 27. Dezember | Walter Grimshaw                 | britischer Schachkomponist                                                                                          | 58    |       |
| 27. Dezember | Karl von Prittwitz und Gaffron  | preußischer Generalmajor                                                                                            | 57    |       |
| 27. Dezember | Carl Szmula                     | deutscher Arzt | 62    |       |
| 28. Dezember | Dennis Miller Bunker            | US-amerikanischer Impressionist                                                                                     | 29    |       |
| 28. Dezember | Octave Feuillet                 | französischer Schriftsteller                                                                                        | 69    |       |
| 28. Dezember | Wilhelm Greiffenhagen           | deutschbaltischer Politiker und Journalist                                                                          | 69    |       |
| 28. Dezember | Theodor zu Solms-Sonnenwalde    | preussischer Standesherr                                                                                            | 76    |       |
| 29. Dezember | Georg Ponschab                  | deutscher Bierbrauer, Landwirt und Politiker (Zentrum), MdR                                                         | 67    |       |
| 29. Dezember | Moritz Rittinghausen            | deutscher Theoretiker direkter Demokratie, und Politiker (SPD), MdR                                                 | 76    |       |
| 29. Dezember | Si Tanka                        | Häuptling der Minneconjou-Lakota-Indianer                                                                           |       |       |
| 29. Dezember | Franz Streitt                   | polnischer Maler | 51    |       |
| 31. Dezember | Hyacinthe Aube                  | französischer Admiral und Gouverneur von Martinique (1879–1881)                                                     | 64    |       |
| 31. Dezember | Jules Baillarger                | französischer Neurologe und Psychiater                                                                              | 81    |       |
| 31. Dezember | Francis E. Spinner              | US-amerikanischer Politiker                                                                                         | 88    |       |
| 31. Dezember | Leopold Friedrich Witt          | deutscher Theaterkapellmeister, Opern- und Theaterdirektor und Komponist                                            | 79    |       |

## Datum unbekannt
| Tag | Name                            | Beruf, bekannt als | Alter | Beleg |
| --- | ------------------------------- | --- | ----- | ----- |
|     | Giuseppe Alinari                | italienischer Unternehmer                                                                                             |       |       |
|     | Romualdo Alinari                | italienischer Unternehmer                                                                                             |       |       |
|     | Louis Bergeron                  | französischer Dramatiker                                                                                              |       |       |
|     | Henry Jacob Bigelow             | US-amerikanischer Chirurg                                                                                             |       |       |
|     | Wadim Wassiljewitsch Blagodarew | russischer Seefahrer                                                                                                  |       |       |
|     | Bartomeu Blanch i Castells      | katalanischer Organist, Violinist, Kapellmeister und Komponist                                                        |       |       |
|     | Mélanie Bourotte                | französische Schriftstellerin                                                                                         |       |       |
|     | Johann Bröker                   | Autor, evangelisch-lutherischer Theologe, Propst und Mitglied der Holsteinische Ständeversammlung                     |       |       |
|     | Denis Bühler                    | französischer Gartenarchitekt                                                                                         |       |       |
|     | Philippe Burty                  | französischer Schriftsteller und Kunstkritiker, Zeichner und Radierer                                                 |       |       |
|     | Henri-Pierre-Abdon Castelnau    | französischer General, Generaladjutant Napoleons III.                                                                 |       |       |
|     | Hermann Moritz Cossmann         | deutscher Maler und Radierer                                                                                          |       |       |
|     | Gustav Drescher                 | deutscher Verwaltungsbeamter und Rittergutsbesitzer                                                                   |       |       |
|     | Leo von Elliot                  | deutscher Maler, Zeichner und Lithograph                                                                              |       |       |
|     | Albrecht von Giseke             | deutscher Verwaltungsjurist, Staatsminister in Sachsen-Meiningen                                                      |       |       |
|     | Manuel Herrera y Obes           | uruguayischer Politiker                                                                                               |       |       |
|     | Louis Jacolliot                 | französischer Autor und Indologe                                                                                      |       |       |
|     | Hargrave Jennings               | britischer Freimaurer, Rosenkreuzer und Autor belletristischer, okkultistischer und religionswissenschaftlicher Werke |       |       |
|     | Henri Justamant                 | französischer Tänzer, Choreograf und Ballettmeister                                                                   |       |       |
|     | Constantin Kindt                | deutscher Jurist und Parlamentarier                                                                                   |       |       |
|     | Hermann Georg Knapp             | deutscher Mundartdichter, Journalist und Privatgelehrter                                                              |       |       |
|     | Ernst Gottlieb Krantz           | deutscher Jurist und Parlamentarier                                                                                   |       |       |
|     | Victor Kullberg                 | schwedischer Uhrmacher                                                                                                |       |       |
|     | Theodor Lutz                    | Ingenieur |       |       |
|     | Emmanuel Mangel du Mesnil       | französischer Photograph, Diplomat                                                                                    |       |       |
|     | Charles Nisard                  | französischer Literaturhistoriker                                                                                     |       |       |
|     | Auguste Ottin                   | französischer Bildhauer                                                                                               |       |       |
|     | Osman Pascha                    | osmanischer Konteradmiral                                                                                             |       |       |
|     | Eugène-Melchior Péligot         | französischer Chemiker                                                                                                |       |       |
|     | Anton Plochberger               | österreichischer Baumeister                                                                                           |       |       |
|     | Adolph Preiss                   | deutsch-baltischer Kaufmann und Münzsammler                                                                           |       |       |
|     | Wilhelm Rollmann                | deutscher Erfinder |       |       |
|     | Franz Josef Rottels             | deutscher Reichsgerichtsrat                                                                                           |       |       |
|     | Lawrenti Alexejewitsch Sagoskin | Leutnant der kaiserlich russischen Marine und Forschungsreisender in Alaska                                           |       |       |
|     | Karl von Sandt                  | deutscher Verwaltungsbeamter                                                                                          |       |       |
|     | Bapu Deva Sastri                | indischer Mathematiker und Astronom                                                                                   |       |       |
|     | August Scheler                  | Schweizer Linguist |       |       |
|     | Eduard Schulte                  | deutscher Kunsthändler, Galerist                                                                                      |       |       |
|     | Luis Scrinzi                    | Baumeister in Südtirol                                                                                                |       |       |
|     | Andrew Shuman                   | US-amerikanischer Politiker                                                                                           |       |       |
|     | Carl Johann Friedrich Toeche    | deutscher Landschaftsmaler                                                                                            |       |       |
|     | Marcel Treich-Laplène           | französischer Afrikaforscher                                                                                          |       |       |
|     | Sulejman Vokshi                 | albanischer Militär                                                                                                   |       |       |
|     | Lina von Weiler                 | deutsch-französische Malerin                                                                                          |       |       |
|     | Wassili Iwanowitsch Werbizki    | russischer Missionar und Ethnograph im Altai                                                                          |       |       |
|     | Engelbert Westreicher           | österreichischer Künstler der Bildenden Kunst                                                                         |       |       |